# Weinstadt
Weinstadt ist eine Stadt mit 27.074 Einwohnern (31. Dezember 2024) im Rems-Murr-Kreis in Baden-Württemberg. Sie liegt etwa 15 Kilometer östlich der Landeshauptstadt Stuttgart. Weinstadt gehört zur Region Stuttgart (bis 1992 Region Mittlerer Neckar) und zur europäischen Metropolregion Stuttgart. Die erst im Rahmen der Gebietsreform zum 1. Januar 1975 neu gebildete Gemeinde ist seit dem 9. März 1976 eine Stadt und seit dem 1. Januar 1979 eine Große Kreisstadt. Heute ist sie hinsichtlich der Bevölkerungszahl die sechstgrößte Stadt des Rems-Murr-Kreises und bildet ein Unterzentrum im Mittelbereich Waiblingen/Fellbach.

## Geographie

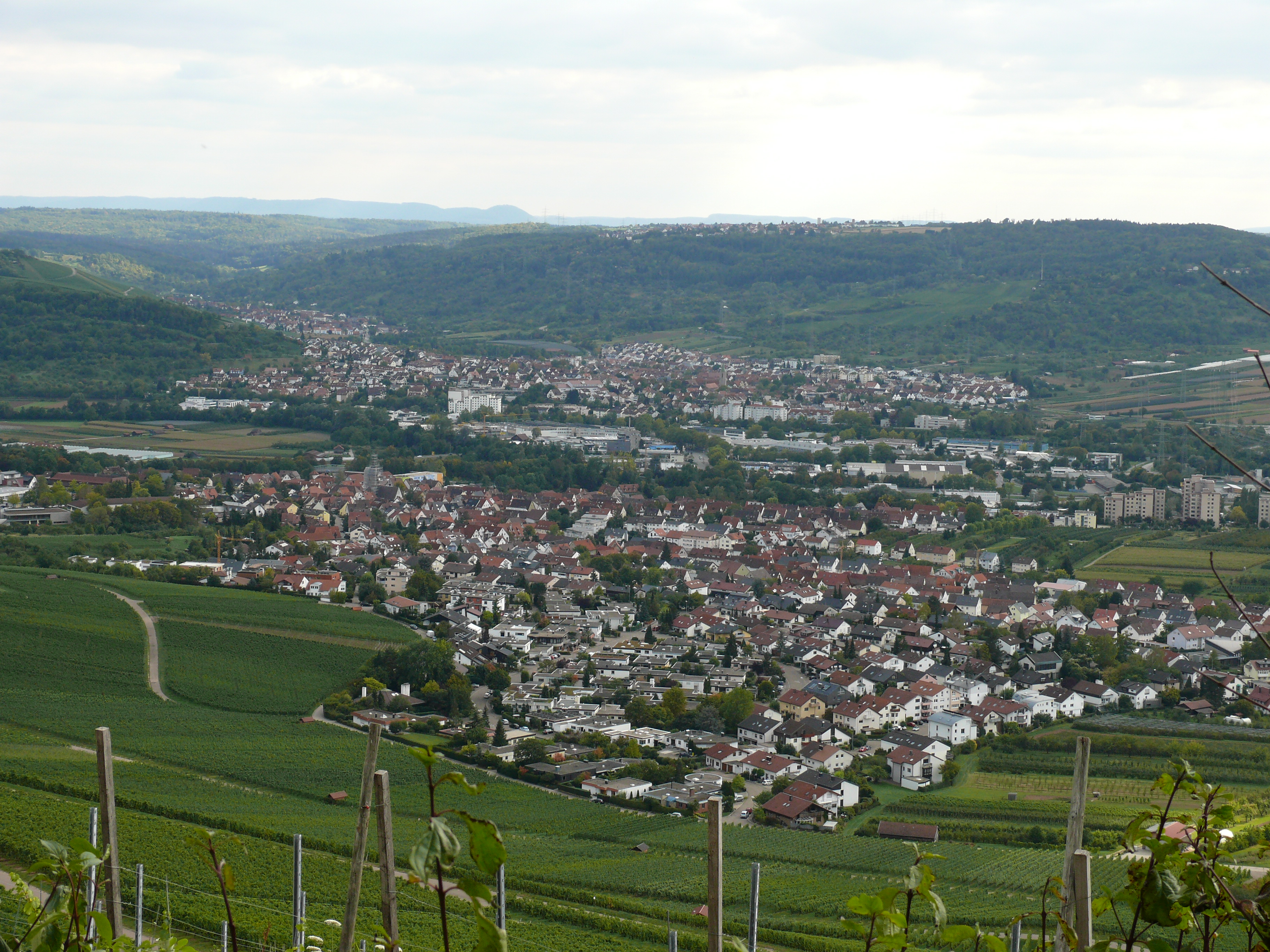
Weinstadt vom Kleinheppacher Kopf

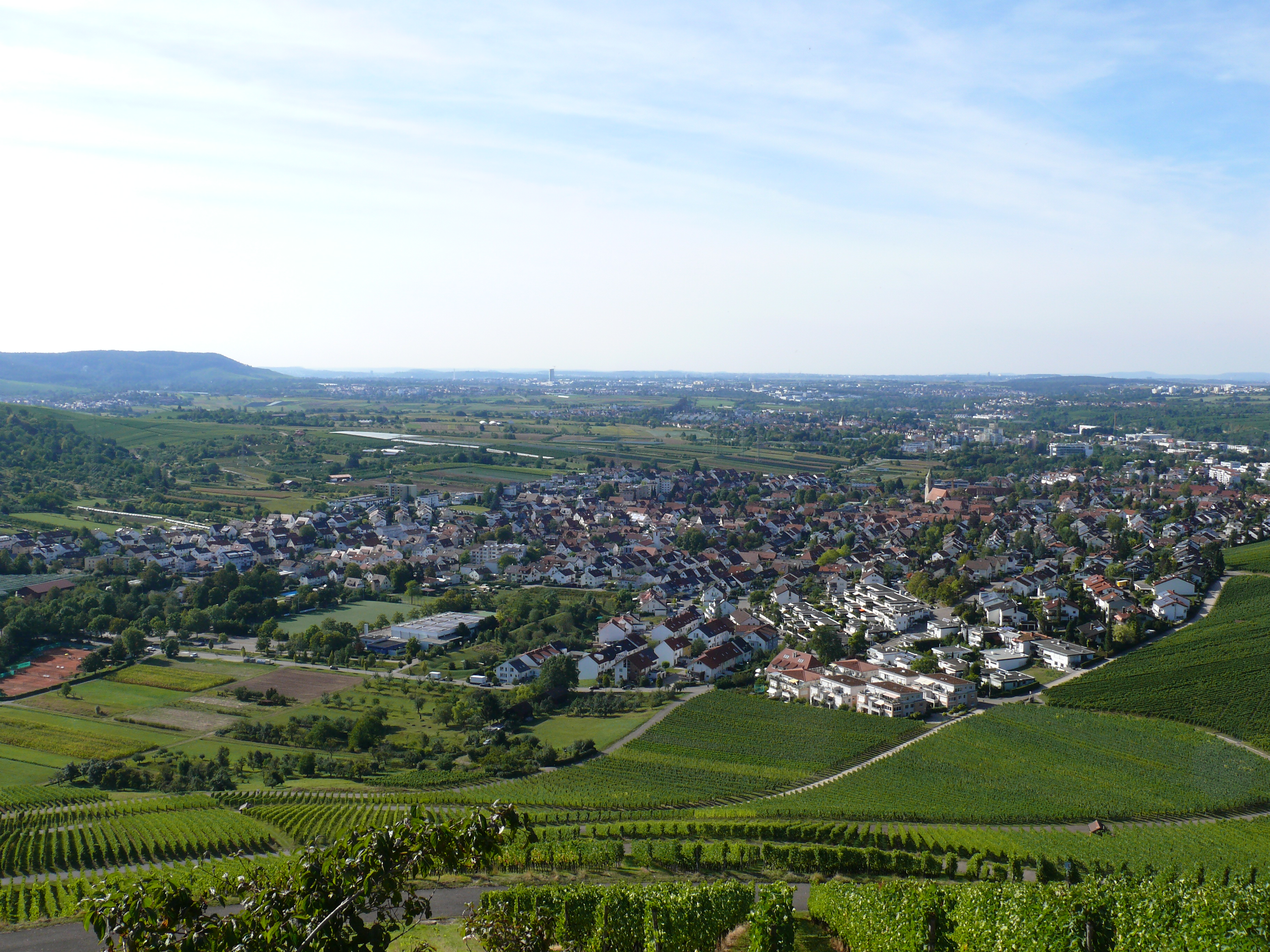
Panorama Beutelsbach

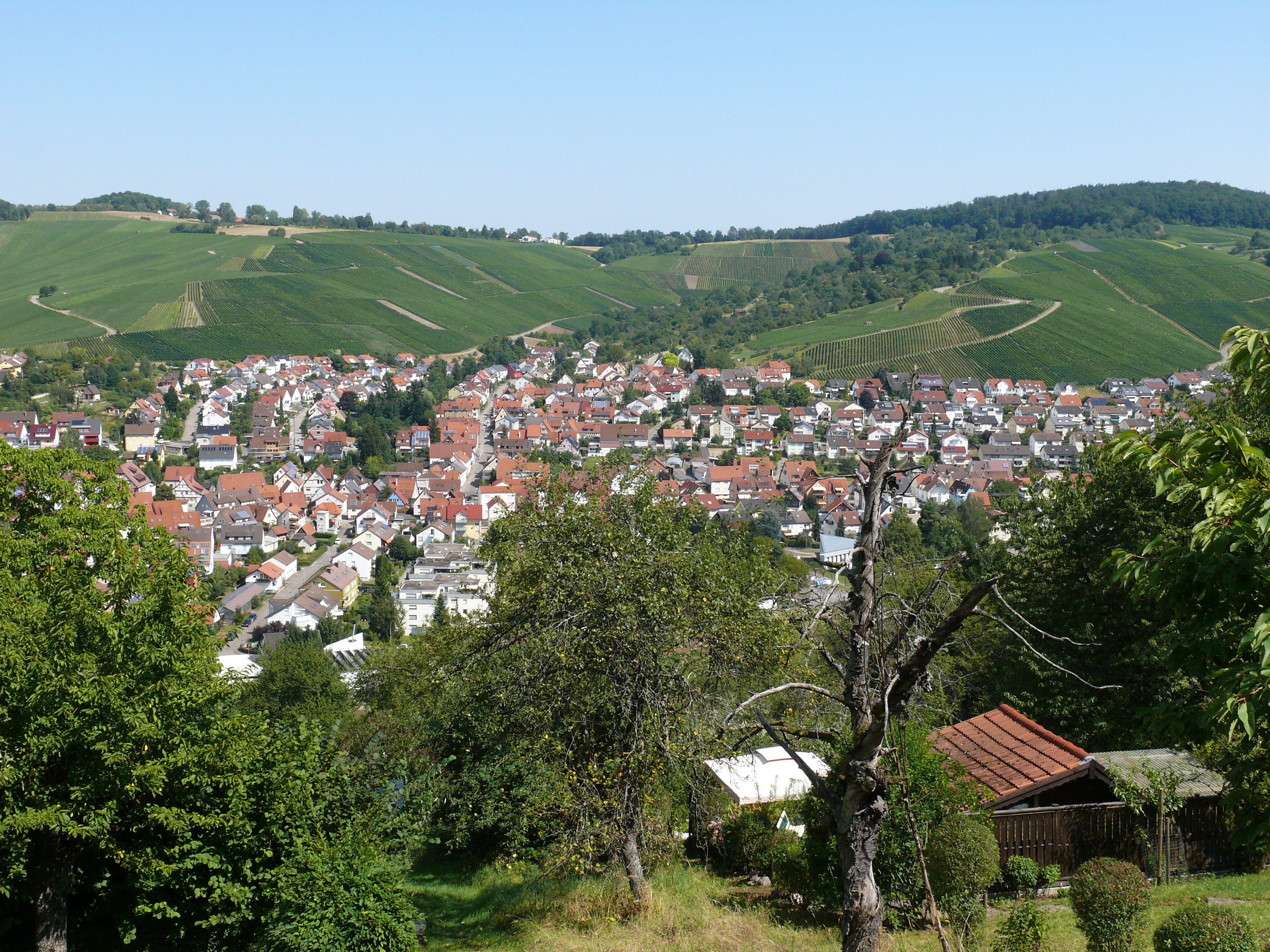
Panorama Schnait

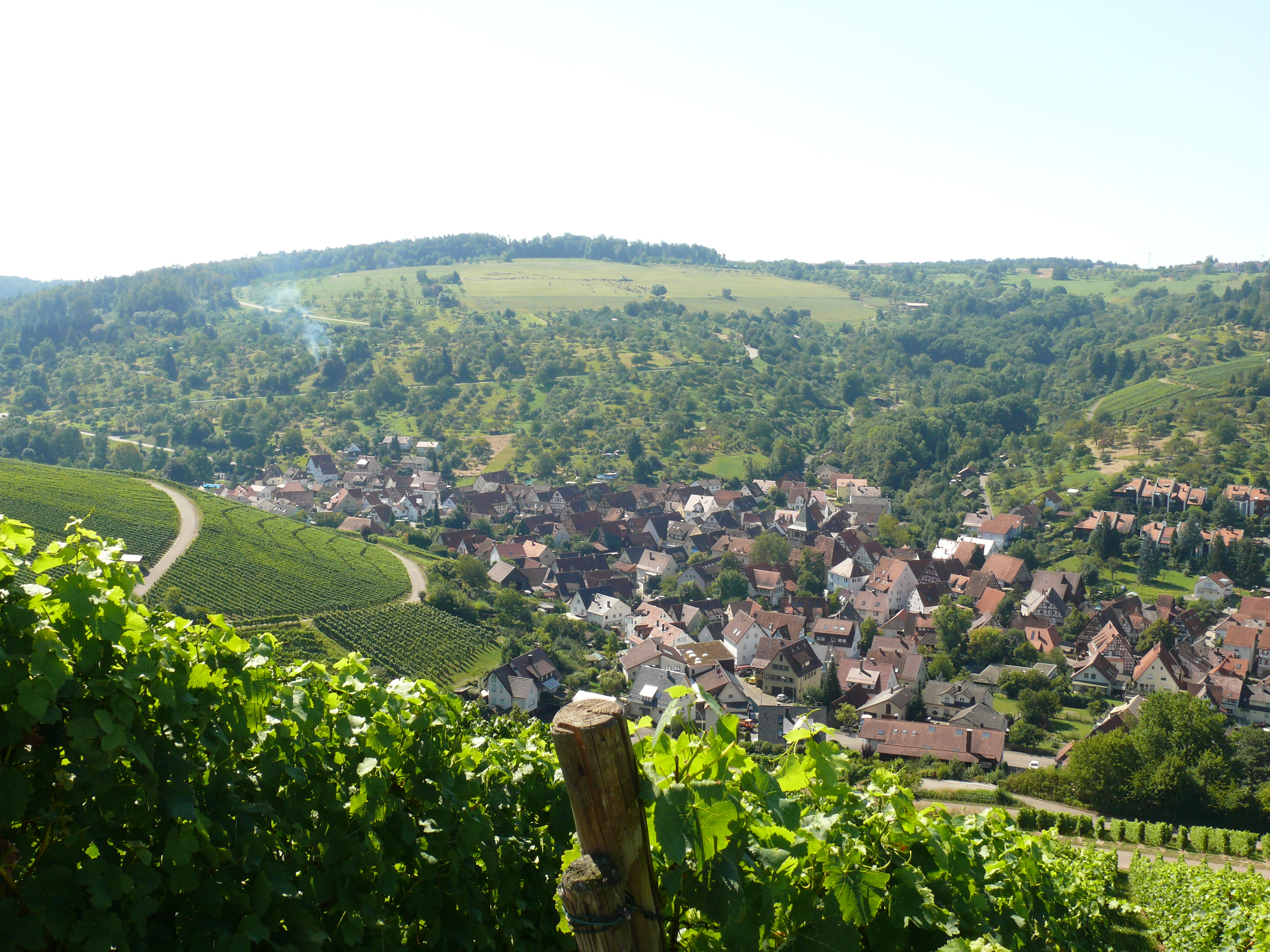
Panorama Strümpfelbach

### Geographische Lage
Das Stadtgebiet Weinstadts erstreckt sich zu beiden Seiten der Rems, die hier vom Remstal kommend in das Neckarbecken fließt, um bei Remseck am Neckar in den Neckar zu münden. Der Stadtteil Großheppach liegt nördlich des Flusses, die anderen Stadtteile südlich. Im Süden des Stadtgebiets ziehen sich die Weinberge an den Hängen der Ausläufer des Schurwaldes hoch, genauso im Norden des Stadtgebiets, in Großheppach, hier an den Hängen des Schwäbischen Waldes.
In allen Stadtteilen wird Weinbau betrieben, daher leitet sich der Name der Stadt ab.

### Stadtgliederung
Weinstadt gliedert sich in folgende Stadtteile (in Klammern die Einwohnerzahl am 30. November 2022):
- Beutelsbach (8.769 Einwohner)
- Endersbach (7.975 Einwohner)
- Großheppach (4.638 Einwohner)
- Schnait (3.267 Einwohner)
- Strümpfelbach (2.454 Einwohner)

Der Sitz der Gemeindeverwaltung befindet sich in Beutelsbach.
Die Stadtteile sind räumlich mit den früheren Gemeinden identisch, die offizielle Bezeichnung der Stadtteile erfolgt in der Form „Stadtteil …“
Darüber hinaus gibt es weitere Wohngebiete bzw. Wohnplätze mit eigenem Namen, deren Grenzen zum Teil nicht festgelegt sind.
Das Gehöft Schönbühl, der Wohnplatz Burg und die Siedlung Benzach gehören zu Beutelsbach.
Die abgegangenen Ortschaften Benzingen, Herberge, Großmoltenhof und Wintzen gehören zu Endersbach.
Der Weiler Gundelsbach und der Wohnplatz Wolfshof gehören zu Großheppach.
Der Gemeindeteil Baach und der Wohnplatz Saffrichhof sowie die abgegangene Ortschaft Mühlhöflein gehören zu Schnait. Bei Strümpfelbach lagen der abgegangene Gandelhof und die ehemalige Befestigung Huschenburg. Auf der Gemarkung von Großheppach lag der Ort Geißlingen.
Der hinter Großheppach liegende Ort Kleinheppach gehört zur Gemeinde Korb.

### Raumplanung
Weinstadt bildet ein Unterzentrum für etwa 50.000 Einwohner im Mittelbereich Waiblingen/Fellbach der Region Stuttgart, deren Oberzentrum die Landeshauptstadt Stuttgart ist.

### Nachbargemeinden
Folgende Städte und Gemeinden grenzen an die Stadt Weinstadt. Sie werden im Uhrzeigersinn beginnend im Westen genannt:
Kernen im Remstal, Waiblingen, Korb, eine Exklave der Stadt Waiblingen, Remshalden und Winterbach (alle Rems-Murr-Kreis) sowie Baltmannsweiler und Aichwald (Landkreis Esslingen).

## Geschichte

### Landesgeschichtliche Zugehörigkeit der Vorgängergemeinden Weinstadts
Die Teilorte Weinstadts lagen im Hochmittelalter am nördlichen Rand des Herzogtums Schwaben. Sie kamen im Verlauf des Spätmittelalters bzw. der frühen Neuzeit zum Territorium Altwürttembergs und waren somit seit 1806 auch Bestandteile des neu gegründeten Königreichs Württemberg und des 1918 entstandenen freien Volksstaates Württemberg. 1938, im Zuge einer württembergischen Gebietsreform während der NS-Zeit, kamen die meisten Orte, die bisher auf die Oberämter Schorndorf und Waiblingen verteilten waren, zum Landkreis Waiblingen. 1945 fiel der Landkreis Waiblingen in die Amerikanische Besatzungszone und gehörte somit zum neu gegründeten Land Württemberg-Baden, das 1952 im jetzigen Bundesland Baden-Württemberg aufging. Bei der Kreisreform 1973 wurden die Gemeinden dem neu gebildeten Rems-Murr-Kreis zugeordnet, bevor sie sich 1975 zur neuen Gemeinde Weinstadt vereinigten, die 1976 zur Stadt erhoben wurde.

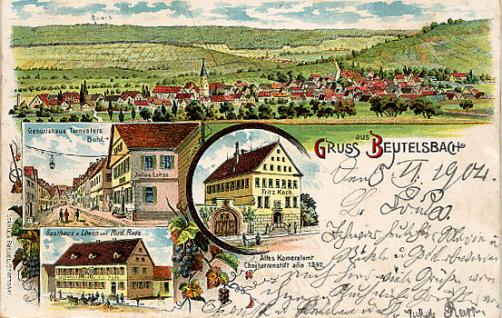
Beutelsbach um 1904
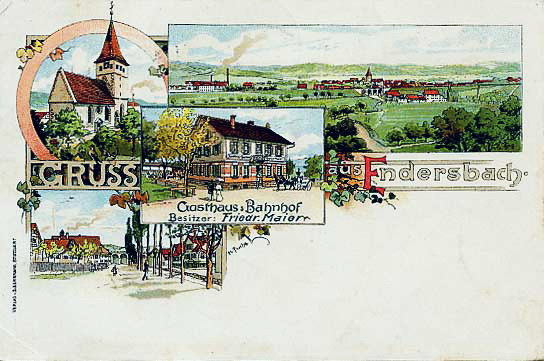
Endersbach um 1900
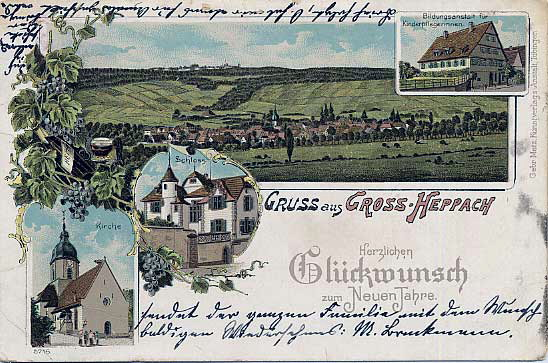
Großheppach 1900

### Weinstadt
Weinstadt entstand bei der Gemeindereform am 1. Januar 1975 durch die Vereinigung der vier ehemals selbstständigen Gemeinden Beutelsbach, Endersbach, Großheppach und Schnait. Bereits am 1. Januar 1973 war Strümpfelbach nach Endersbach eingemeindet worden. Daher gibt es auch heute noch fünf verschiedene Ortskerne, wobei die Stadtteile Beutelsbach und Endersbach inzwischen ein städtisches Gepräge haben.
Die neu gebildete Gemeinde hatte bereits bei ihrer Gründung mehr als 20.000 Einwohner. Doch stellte die Gemeindeverwaltung erst 1978 den Antrag auf Erhebung zur Großen Kreisstadt, was von der Landesregierung von Baden-Württemberg dann auch mit Wirkung vom 1. Januar 1979 beschlossen wurde.

Wappen der Ortsteile
Beutelsbach
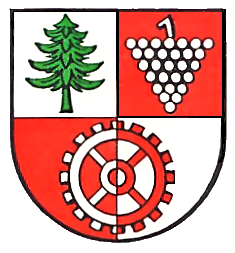
Endersbach
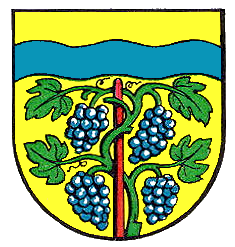
Großheppach
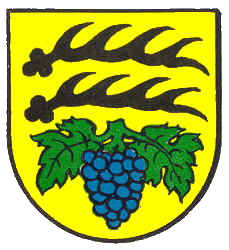
Schnait
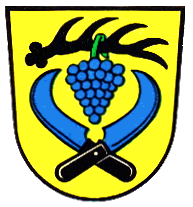
Strümpfelbach

Die ehemaligen Gemeinden sind alte württembergische Orte, die jeweils eine lange Geschichte haben.

### Beutelsbach

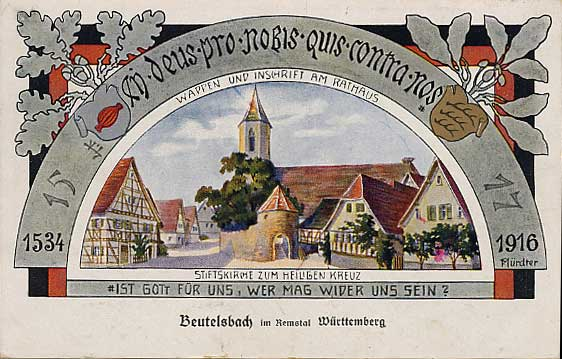
Stiftskirche des Hauses Württemberg

### Endersbach
Endersbach wurde 1278 als Andrespach erstmals erwähnt und kam wohl mit Schorndorf an Württemberg. Anders als Beutelsbach gehörte Endersbach 1762 bis 1765 und erneut ab 1807 zum Oberamt Waiblingen, aus dem 1938 der Landkreis Waiblingen hervorging. Endersbach erhielt 1861 einen Bahnhof an der neuen Remsbahn und war somit früh in das Schienennetz der Württembergischen Eisenbahn eingebunden.

### Schnait

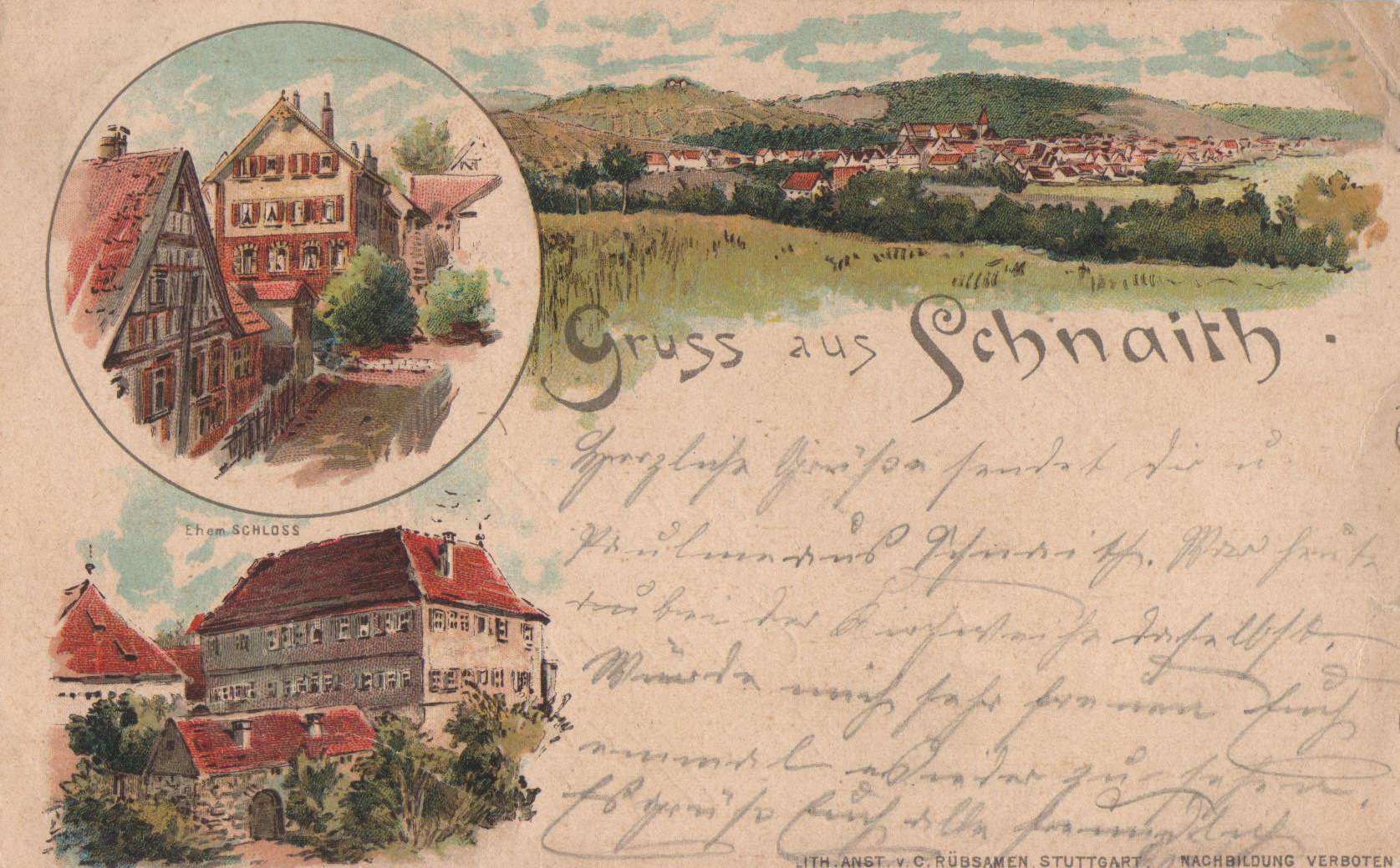
Schnait um 1900, links oben die heutige Silcherstraße 70, links unten das Schnaiter Schloss

Schnait wurde 1238 als Snait erstmals erwähnt. Der Ort kam wohl mit Beutelsbach an Württemberg, doch hatten noch andere Herren bis 1605 Rechte am Ort. Er gehörte – wie Beutelsbach – zum Amt bzw. Oberamt Schorndorf und kam nach dessen Auflösung 1938 zum Landkreis Waiblingen. Die alte Kelter wurde 1934 erbaut.

### Strümpfelbach

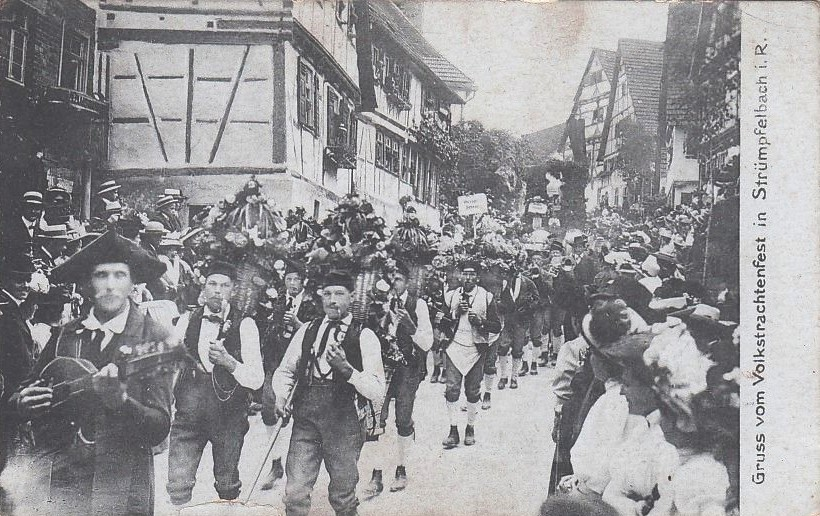
Volkstrachtenfest in Strümpfelbach um 1910

Strümpfelbach wurde 1265 als Striumphilbach erstmals erwähnt und kam wohl im 13. Jahrhundert an Württemberg. Der Ort gehörte zum Amt bzw. Oberamt Schorndorf und kam 1762 bis 1765 und dann erneut ab 1807 zum Oberamt Waiblingen, aus dem 1938 der Landkreis Waiblingen hervorging. Die alte Kelter wurde 1928 erbaut.

### Einwohnerentwicklung
Die Zahlen sind Volkszählungsergebnisse (¹) oder amtliche Fortschreibungen der jeweiligen Statistischen Ämter (nur Hauptwohnsitze).
| Jahr              | Einwohner |
| ----------------- | --------- |
| 06. Juni 1961 ¹   | 12.765    |
| 27. Mai 1970 ¹    | 17.822    |
| 31. Dezember 1975 | 22.162    |
| 31. Dezember 1980 | 23.244    |
| 31. Dezember 1985 | 23.255    |

| Jahr              | Einwohner |
| ----------------- | --------- |
| 25. Mai 1987 ¹    | 23.148    |
| 31. Dezember 1990 | 23.999    |
| 31. Dezember 1995 | 24.941    |
| 31. Dezember 2000 | 25.643    |
| 31. Dezember 2005 | 26.245    |

| Jahr              | Einwohner |
| ----------------- | --------- |
| 31. Dezember 2010 | 26.421    |
| 31. Dezember 2015 | 26.685    |
| 31. Dezember 2020 | 26.916    |

¹ Volkszählungsergebnis
Die Angaben der Jahre 1961 und 1970 beziehen sich auf die Gemeinden, aus denen im Jahr 1975 die Gemeinde Weinstadt gebildet wurde. Die Einwohnerzahlen waren wie folgt:
- 1961: Beutelsbach 3199, Endersbach 3326, Großheppach 2200, Schnait 2245, Strümpfelbach 1795
- 1970: Beutelsbach 5111, Endersbach 4512, Großheppach 2905, Schnait 3124, Strümpfelbach 2170

## Religionen
Infolge der Zugehörigkeit zur Grafschaft bzw. zum Herzogtum Württemberg wurden in allen fünf heutigen Stadtteilen Weinstadt die Reformation eingeführt. Über Jahrhunderte waren die Orte fast ausschließlich protestantisch. Die fünf evangelischen Kirchengemeinden gehören wegen der früheren Zugehörigkeit der Gemeinden zu den Oberämtern Waiblingen und Schorndorf bis heute zu diesen beiden Dekanaten bzw. Kirchenbezirken innerhalb der Evangelischen Landeskirche in Württemberg. Endersbach, Großheppach und Strümpfelbach gehören zum Kirchenbezirk Waiblingen, Beutelsbach und Schnait gehören zum Kirchenbezirk Schorndorf.
Durch Zuzug von Katholiken in der Zeit des Eisenbahnbaus aus Bayern und vor allem nach dem Zweiten Weltkrieg entstanden auch katholische Kirchengemeinden und eigene Kirchen. So wurden 1956 in Beutelsbach die Kirche St. Anna und in Endersbach die Kirche St. Andreas erbaut. Schnait erhielt 1971 seine eigene katholische Kirche Heilig Kreuz, wobei die Gemeindeglieder zur Pfarrei Beutelsbach gehören. Großheppach erhielt 1974 seine eigene katholische Kirche St. Stephanus, wobei die Gemeindeglieder – wie auch die Gemeindeglieder aus Strümpfelbach – zur Pfarrei Endersbach gehören. Alle Kirchengemeinden gehören zum Dekanat Rems-Murr des Bistums Rottenburg-Stuttgart.
Neben diesen beiden Kirchen gibt es in Weinstadt auch Freikirchen, wie die Evangelisch-Freikirchliche Gemeinde (Baptisten), die Missionsgemeinde Weinstadt und das Christus-Zentrum Weinstadt. Ferner sind auch die Neuapostolische Kirche und die Zeugen Jehovas in Weinstadt vertreten.

## Politik

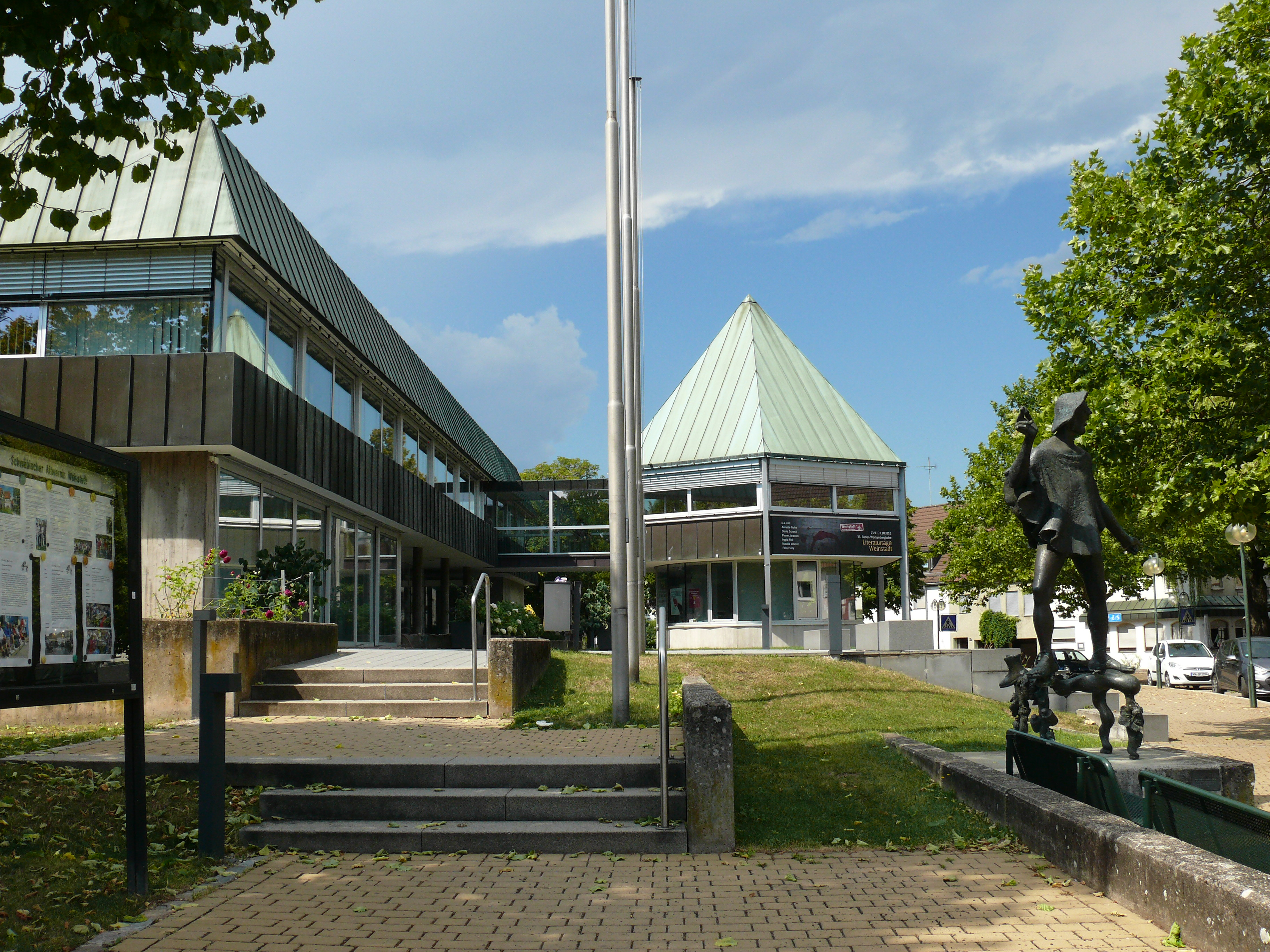
Rathaus Weinstadt in Beutelsbach

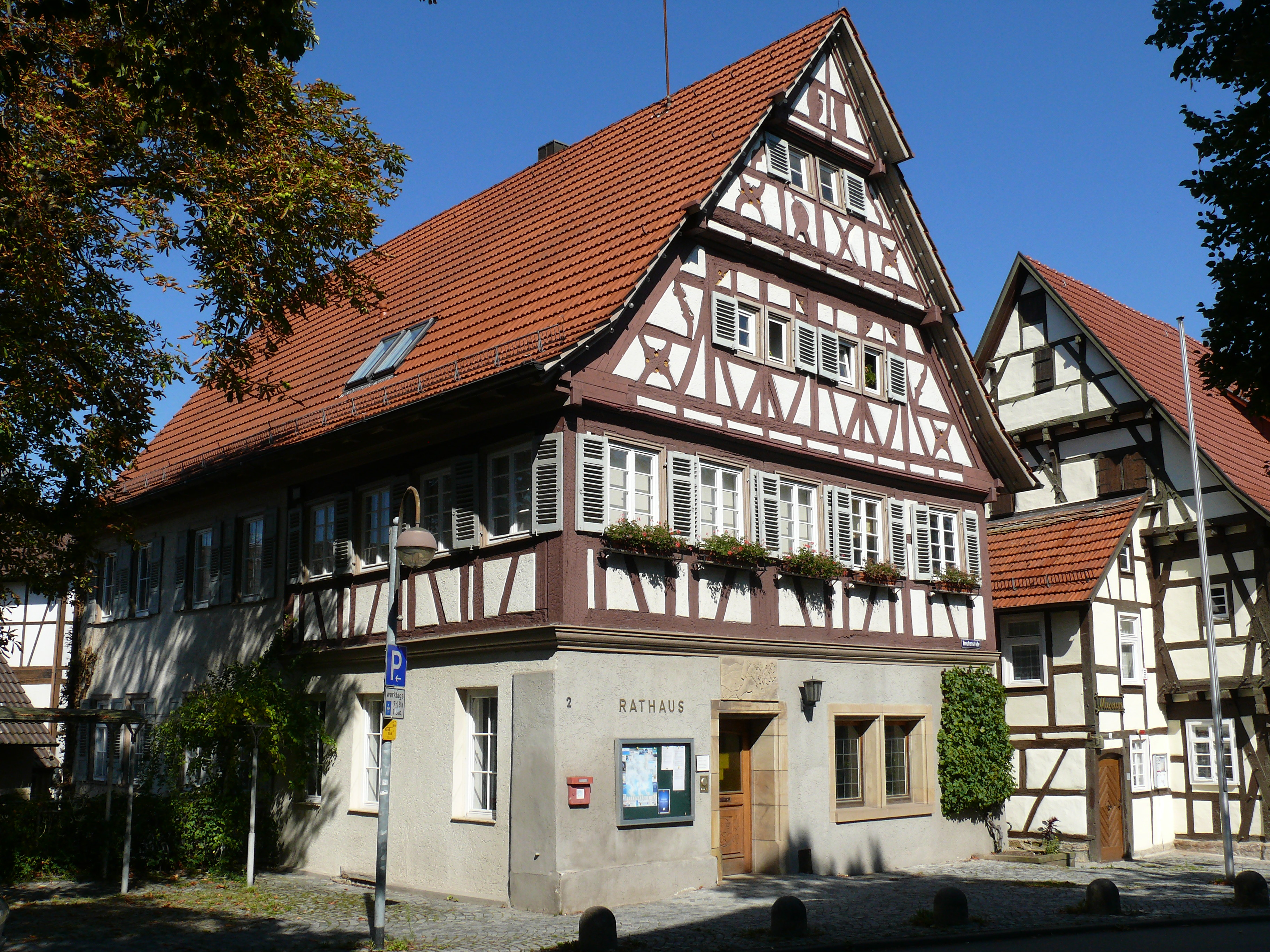
Rathaus Endersbach

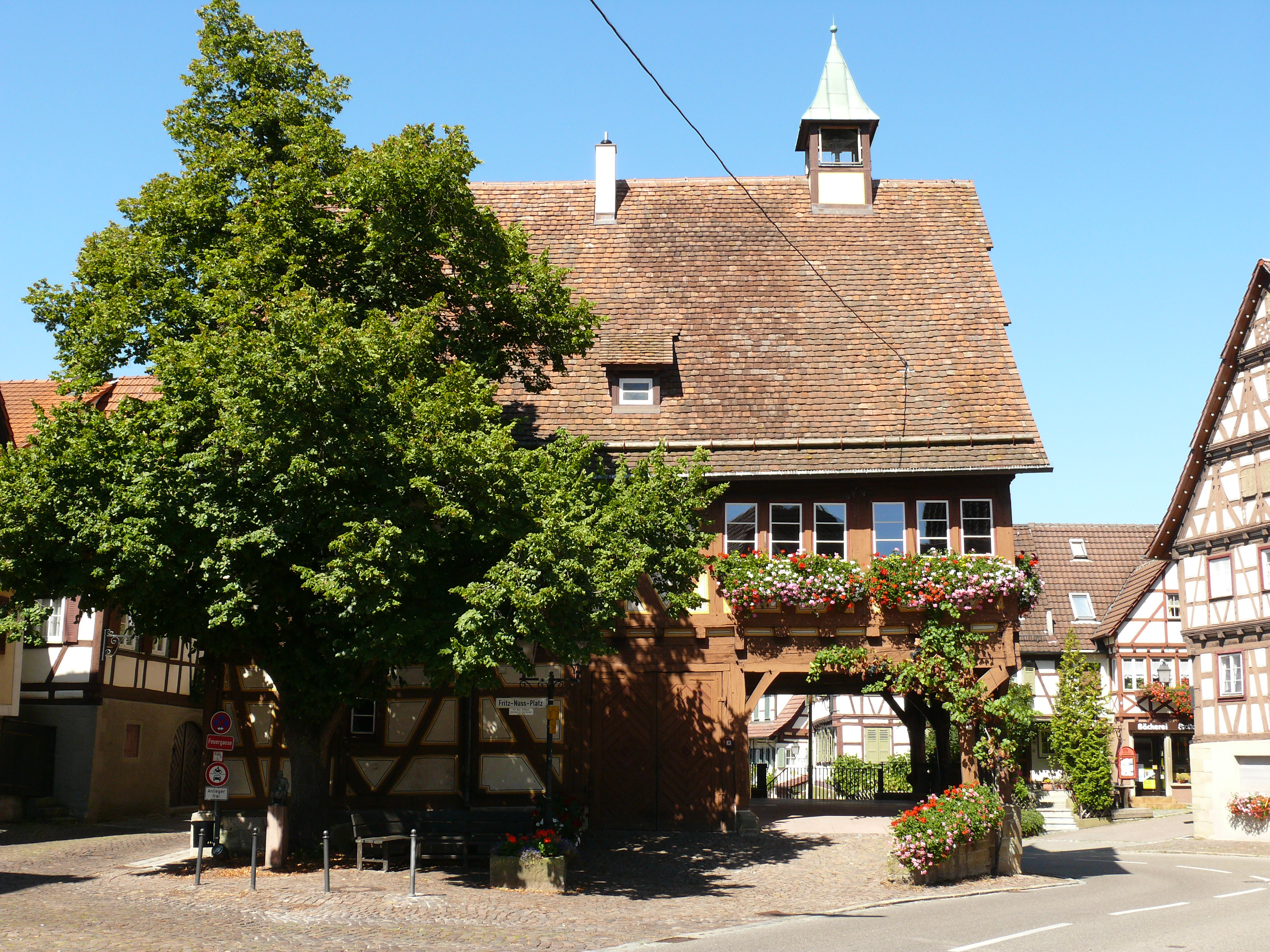
Rathaus Strümpfelbach

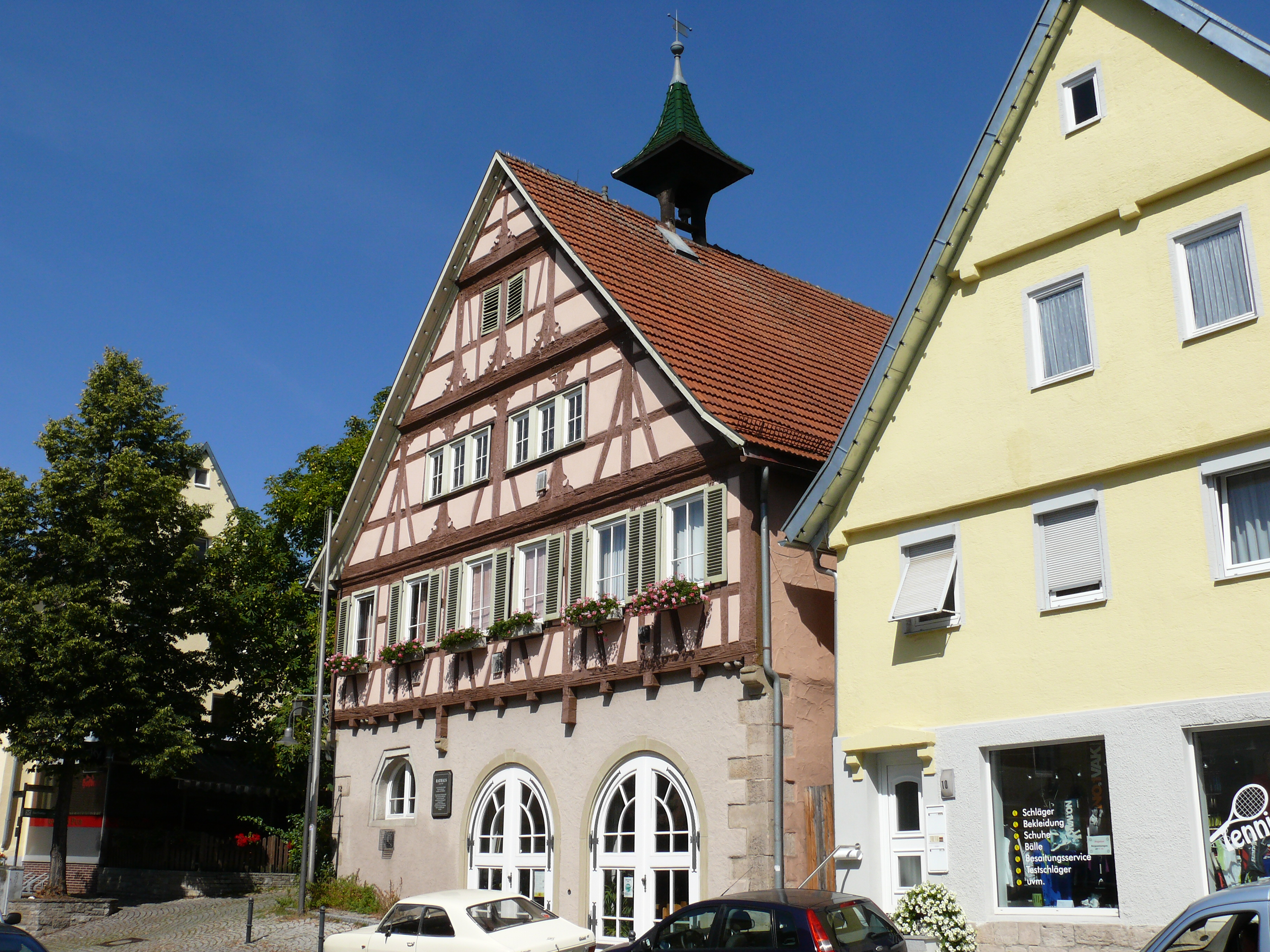
Rathaus Großheppach

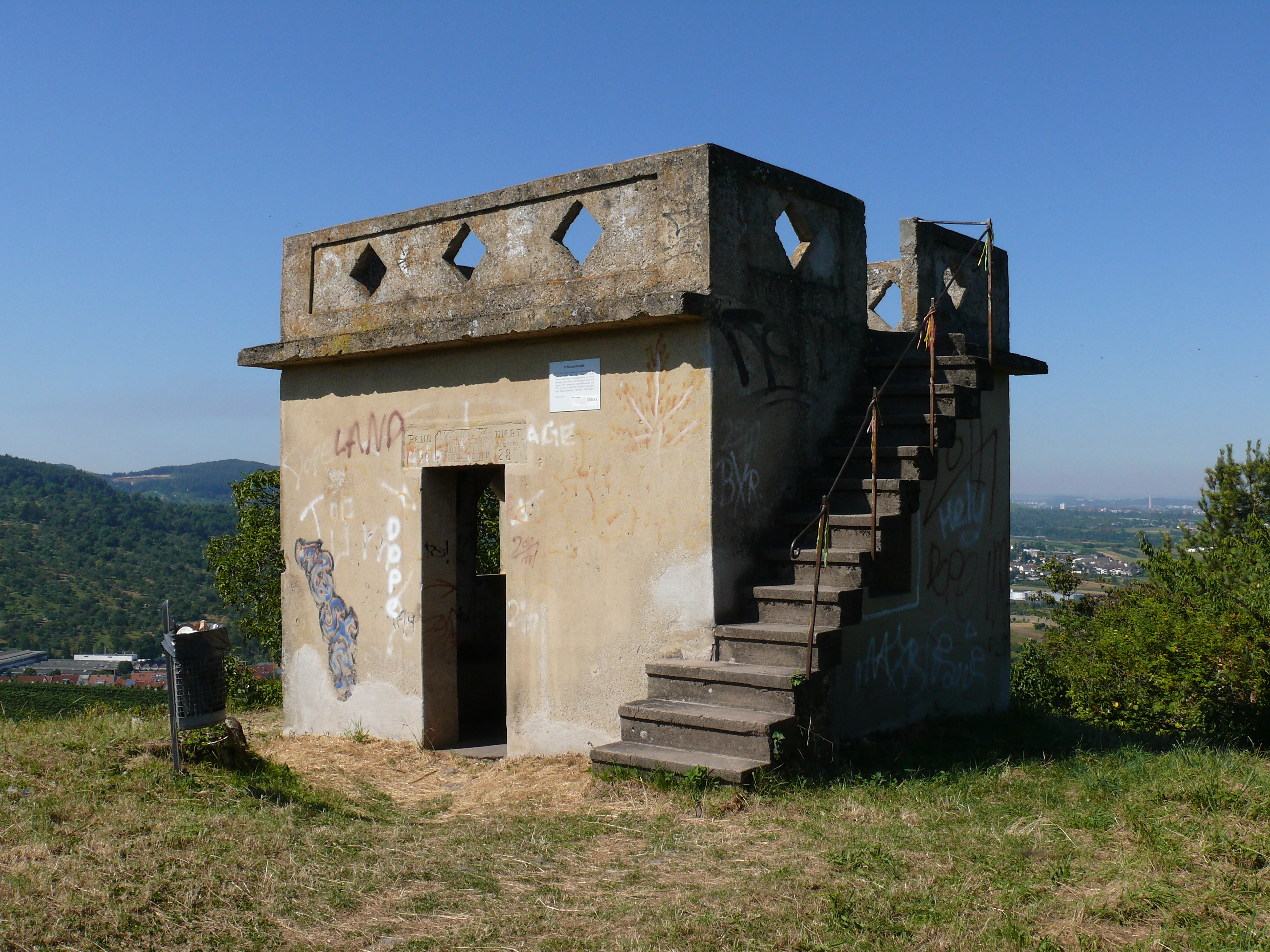
Schützenhüttle in den Weinbergen

### Gemeinderat
Der Gemeinderat in Weinstadt hat 26 Mitglieder. Er besteht aus den gewählten ehrenamtlichen Gemeinderäten und dem Oberbürgermeister als Vorsitzendem. Der Oberbürgermeister ist im Gemeinderat stimmberechtigt. Die Kommunalwahl am 9. Juni 2024 führte zu folgendem vorläufigen Endergebnis.
| Parteien und Wählergemeinschaften | Parteien und Wählergemeinschaften           | % 2024  | Sitze 2024 | % 2019  | Sitze 2019 | Kommunalwahl 2024 %403020100 35,6428,5420,6115,23 CDUFWGOLSPDGewinne und Verlusteim Vergleich zu 2019 %p 6 4 2 0 −2 −4 −6+5,14+1,00−4,38−1,75CDUFWGOLSPD |
| CDU                               | Christlich Demokratische Union Deutschlands | 35,61   | 9          | 30,50   | 8          | Kommunalwahl 2024 %403020100 35,6428,5420,6115,23 CDUFWGOLSPDGewinne und Verlusteim Vergleich zu 2019 %p 6 4 2 0 −2 −4 −6+5,14+1,00−4,38−1,75CDUFWGOLSPD |
| FW                                | Freie Wähler Weinstadt e. V.                | 28,54   | 8          | 27,54   | 7          | Kommunalwahl 2024 %403020100 35,6428,5420,6115,23 CDUFWGOLSPDGewinne und Verlusteim Vergleich zu 2019 %p 6 4 2 0 −2 −4 −6+5,14+1,00−4,38−1,75CDUFWGOLSPD |
| GOL                               | Grüne Offene Liste Weinstadt                | 20,61   | 5          | 24,99   | 7          | Kommunalwahl 2024 %403020100 35,6428,5420,6115,23 CDUFWGOLSPDGewinne und Verlusteim Vergleich zu 2019 %p 6 4 2 0 −2 −4 −6+5,14+1,00−4,38−1,75CDUFWGOLSPD |
| SPD                               | Sozialdemokratische Partei Deutschlands     | 15,23   | 4          | 16,98   | 4          | Kommunalwahl 2024 %403020100 35,6428,5420,6115,23 CDUFWGOLSPDGewinne und Verlusteim Vergleich zu 2019 %p 6 4 2 0 −2 −4 −6+5,14+1,00−4,38−1,75CDUFWGOLSPD |
| gesamt                            | gesamt                                      | 100,0   | 26         | 100,0   | 26         | Kommunalwahl 2024 %403020100 35,6428,5420,6115,23 CDUFWGOLSPDGewinne und Verlusteim Vergleich zu 2019 %p 6 4 2 0 −2 −4 −6+5,14+1,00−4,38−1,75CDUFWGOLSPD |
| Wahlbeteiligung                   | Wahlbeteiligung                             | 65,04 % | 65,04 %    | 62,38 % | 62,38 %    | Kommunalwahl 2024 %403020100 35,6428,5420,6115,23 CDUFWGOLSPDGewinne und Verlusteim Vergleich zu 2019 %p 6 4 2 0 −2 −4 −6+5,14+1,00−4,38−1,75CDUFWGOLSPD |

### Jugendgemeinderat Weinstadt
2013 wurde der Jugendgemeinderat Weinstadt gegründet. Alle Jugendgemeinderäte sind bei Amtsantritt zwischen 14 und 18 Jahre alt gewesen. Die Geschäftsführung wird durch das Stadtjugendreferat übernommen, das Haus der Jugendarbeit unterstützt den Jugendgemeinderat personell bei Projekten und Veranstaltungen und durch eine Büro- und Anlaufstelle. Zu Beginn der Amtszeit wählen die 13 Jugendlichen einen Vorsitzenden sowie einen Protokollanten, einen Abgeordneten für den Jugendgemeinderat-Dachverband und einen Kassenwart. Die Sitzungen des Jugendgemeinderats sind für alle Bürger öffentlich.
Zu den bisher umgesetzten Projekten des Jugendgemeinderats gehören eine neue Skateranlage in Weinstadt und ein Filmprojekt zur Stadtentwicklung. Der Jugendgemeinderat beschäftigt sich derzeit mit: Ausfahrt in den Europapark, Bandcontest im Haus der Jugendarbeit und die Verbesserung der Busverbindungen innerhalb Weinstadt.
Die Arbeit der Jugendgemeinderäte ist ehrenamtlich, um jedoch entstehende Kosten zu decken, erhält jeder Jugendgemeinderat einen Festsatz von 100 Euro pro Jahr. Alle zwei Jahre dürfen Jugendliche zwischen 14 und 18 Jahren aus Weinstadt den Jugendgemeinderat wählen. Dies geschieht durch Online-Wahl. Jeder Jugendliche zwischen 14 und 18 Jahren aus Weinstadt darf sich aufstellen lassen. Am Ende der Wahl werden die neu gewählten Jugendgemeinderäte bei einer Wahlparty verkündet.
Wie im Gemeinderat gibt es auch im Jugendgemeinderat Sitzungen. Diese finden mindestens vier Mal im Jahr statt. Hierbei legen die Jugendlichen selber die Tagesordnungspunkte fest. Bei jeder Sitzung sind Mitglieder der im Gemeinderat vertretenen Parteien anwesend. In den jeweiligen Sitzungen werden aktuelle Themen angesprochen wie Jugend-, Sport- und Freizeiteinrichtungen oder der öffentliche Personennahverkehr. Um manche Probleme oder Ideen besser in die Tat umsetzen zu können, bildet man interne Ausschüsse (Verkehrsausschuss usw.). Diese Ausschüsse befassen sich dann näher mit den jeweiligen Aufgaben. Im Gegensatz zur öffentlichen Sitzung können die Ausschüsse auch unter Ausschluss der Öffentlichkeit stattfinden.

### Bürgermeister
An der Spitze der Gemeinde Weinstadt stand zunächst der Bürgermeister. Mit der Erhebung zur Großen Kreisstadt am 1. Januar 1979 trägt das Stadtoberhaupt die Amtsbezeichnung Oberbürgermeister. Dieser wird von den Wahlberechtigten auf 8 Jahre direkt gewählt. Er ist Vorsitzender des Gemeinderats. Er hat mit Thomas Deißler einen Beigeordneten als allgemeinen Stellvertreter, der die Amtsbezeichnung Erster Bürgermeister trägt. Des Weiteren stellt jede Fraktion im Gemeinderat einen ehrenamtlichen Bürgermeisterstellvertreter. Zurzeit sind dies Ulrich Witzlinger (CDU), Rolf Weller (FW), Hans Randler (SPD) und Manfred Siglinger (GOL).
Bürgermeister bzw. Oberbürgermeister:
- 1975–2000: Jürgen Hofer (FDP)
- 2000–2016: Jürgen Oswald (CDU)
- seit Dezember 2016: Michael Scharmann (FW)

Scharmann wurde am 9. Oktober 2016 mit 64,3 Prozent der Stimmen gewählt. Am 20. Oktober 2024 wurde er mit 81,1 Prozent der Stimmen für eine zweite Amtszeit wiedergewählt.

### Wappen
| Wappen der Stadt Weinstadt | Blasonierung: „Unter goldenem (gelbem) Schildhaupt, darin eine liegende schwarze Hirschstange, in Schwarz eine goldene (gelbe) Traube.“ |
| Wappen der Stadt Weinstadt | Wappenbegründung: Das Wappen, von Hellmut Bomm entworfen, wurde am 3. Mai 1976 vom Landratsamt des Rems-Murr-Kreises verliehen. Die Weintraube symbolisiert den Weinbau, welcher der Gemeinde ihren Namen gab; gleichzeitig steht sie redend für den Namensteil "Wein-". Die Hirschstange sowie die Wappenfarben deuten auf die Zugehörigkeit zu Württemberg hin. |

### Banner
|  | 00Banner: „Das Banner ist gelb-schwarz gespalten mit dem aufgelegten Wappen oberhalb der Mitte.“ |

### Städtepartnerschaften
Weinstadt unterhält seit 1980 eine Städtepartnerschaft mit der französischen Stadt Parthenay und seit 1990 mit der polnischen Stadt Międzychód. Freundschaftliche Beziehungen bestehen zu den Städten Abrantes (Portugal), Arnedo (Spanien), Casale Monferrato (Italien) und Tipperary (Irland).

## Kultur und Sehenswürdigkeiten

### Veranstaltungshallen

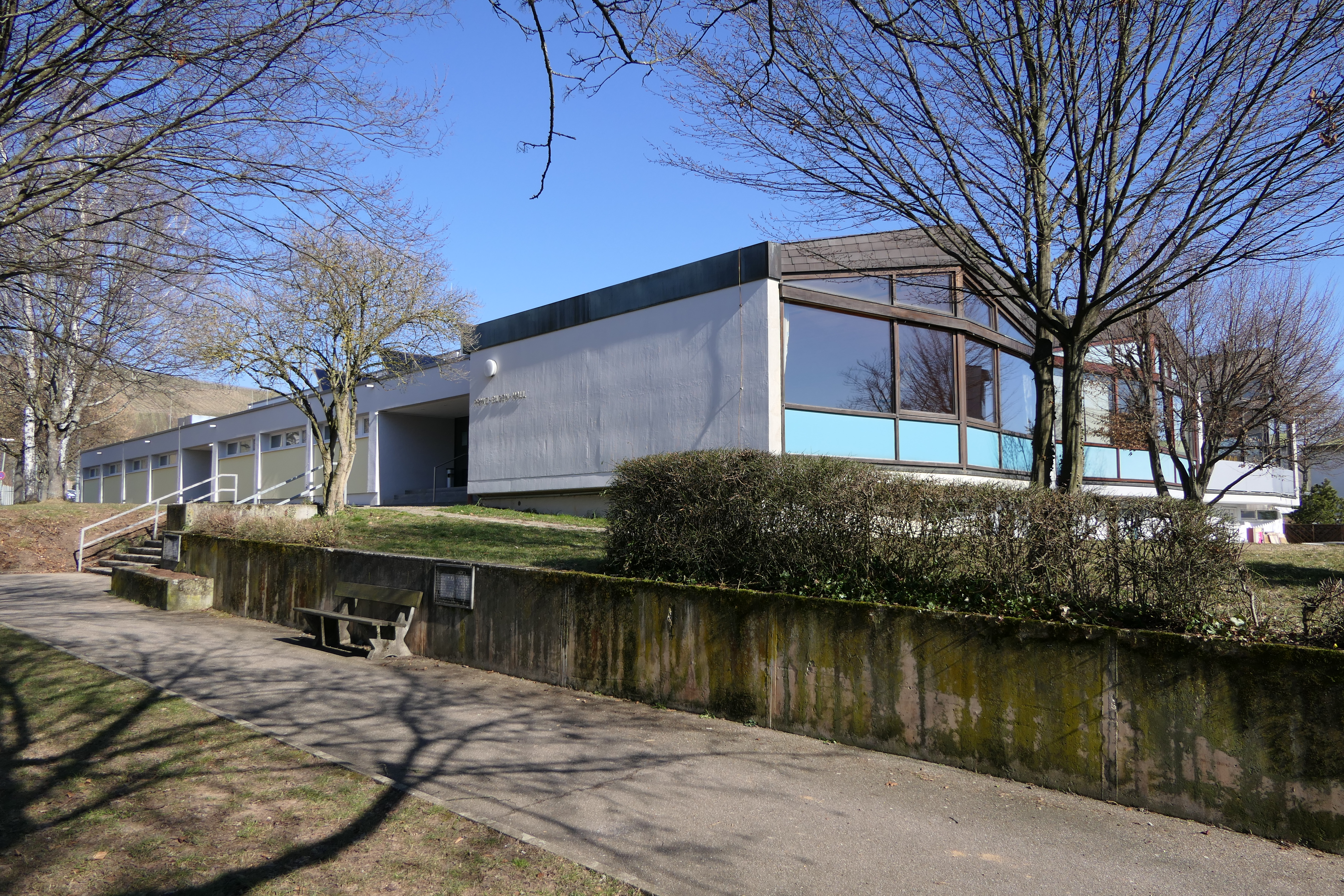
Prinz-Eugen-Halle

Kulturelle Veranstaltungen gibt es vor allem in den verschiedenen Hallen im Stadtgebiet, Halle Beutelsbach, Jahnhalle Endersbach, Prinz-Eugen-Halle Großheppach, Schnaiter Halle und Strümpfelbacher Halle. Ferner gibt es in Strümpfelbach die Alte Kelter, die als Veranstaltungsort genutzt werden kann.

### Skulpturenpfad Strümpfelbach

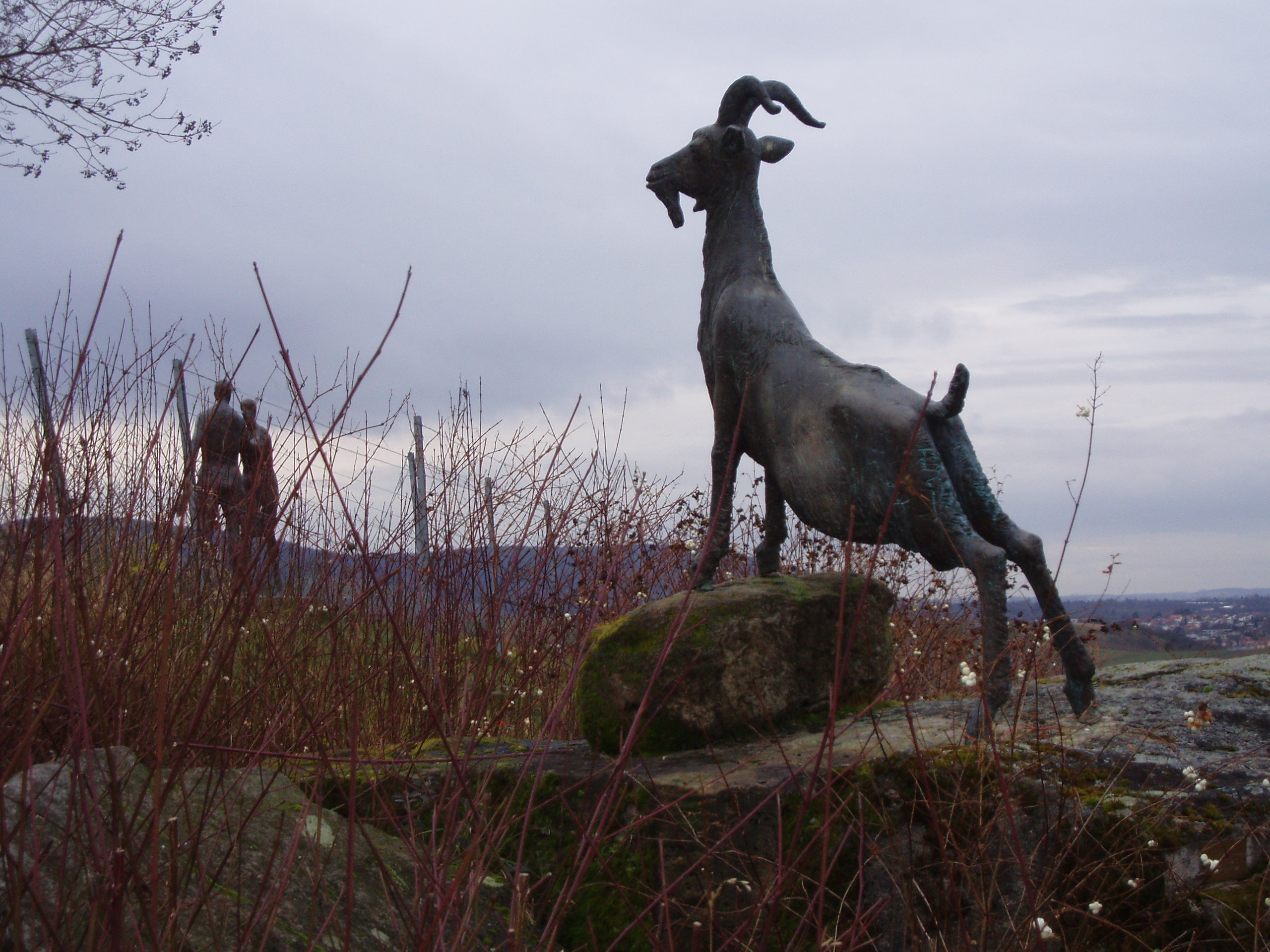
Skulpturenpfad

In den Weinbergen von Strümpfelbach gibt es einen Skulpturenpfad. 29 Skulpturen und Plastiken aus Bronze und Stein, Werke aus drei Künstlergenerationen, säumen den Skulpturenpfad durch die Strümpfelbacher Weinberge: Bronzearbeiten von Fritz Nuss und dessen Sohn Karl Ulrich Nuss sowie die Steinskulpturen von Christoph Traub, dem Enkel von Fritz Nuss.

### Skulpturen- und Weinlehrweg Schnait
Auf einem weiteren in Weinbergen gelegenen Skulpturenpfad, dem Skulpturen- und Weinlehrweg Schnait, lassen sich die Steinskulpturen vom Schnaiter Hobbykünstler und Wengerter Ludwig Heeß betrachten, wie beispielsweise die Weinpresse, der Traubenwagen, die Skulpturen Gölte und Ablässe, der steinerne Weintisch, Wengerterfrau und Traubenzuber.

### Gedenktafel
Eine Gedenktafel auf dem Friedhof des Ortsteils Endersbach erinnert an den baptistischen Kriegsdienstverweigerer Alfred Herbst, der 1943 in Brandenburg-Görden ermordet wurde.

### Aussichtspunkt Karlstein
In den Weinbergen bei Endersbach und Strümpfelbach liegt der Aussichtspunkt Karlstein.

### Museen
- Württemberg-Haus im Alten Rathaus in Beutelsbach. Im Erdgeschoss befindet sich das Museum Bauernkrieg und im Obergeschoss das Museum Wiege Württembergs.[20]
- Im Stadtteil Endersbach gibt es zwei Museen. Heimatmuseum Pflaster 14 und die Heimatstube. Die Heimatstube Endersbach birgt Ölbilder und Pastelle des in Endersbach geborenen bedeutenden Kunstmalers Karl Wilhelm Bauerle (1831–1912).
- Nuss-Museum Strümpfelbach sowie der Skulpturenpfad, welcher sich in Strümpfelbach durch die Weinberge erstreckt
- Das Silchermuseum des Schwäbischen Chorverbands in der ehemaligen Schnaiter Dorfschule, dem Geburtshaus Friedrich Silchers, widmete sich dem Leben und Wirken des Komponisten. Dieses Museum ist seit Mitte Januar 2023 dauerhaft geschlossen.[21]

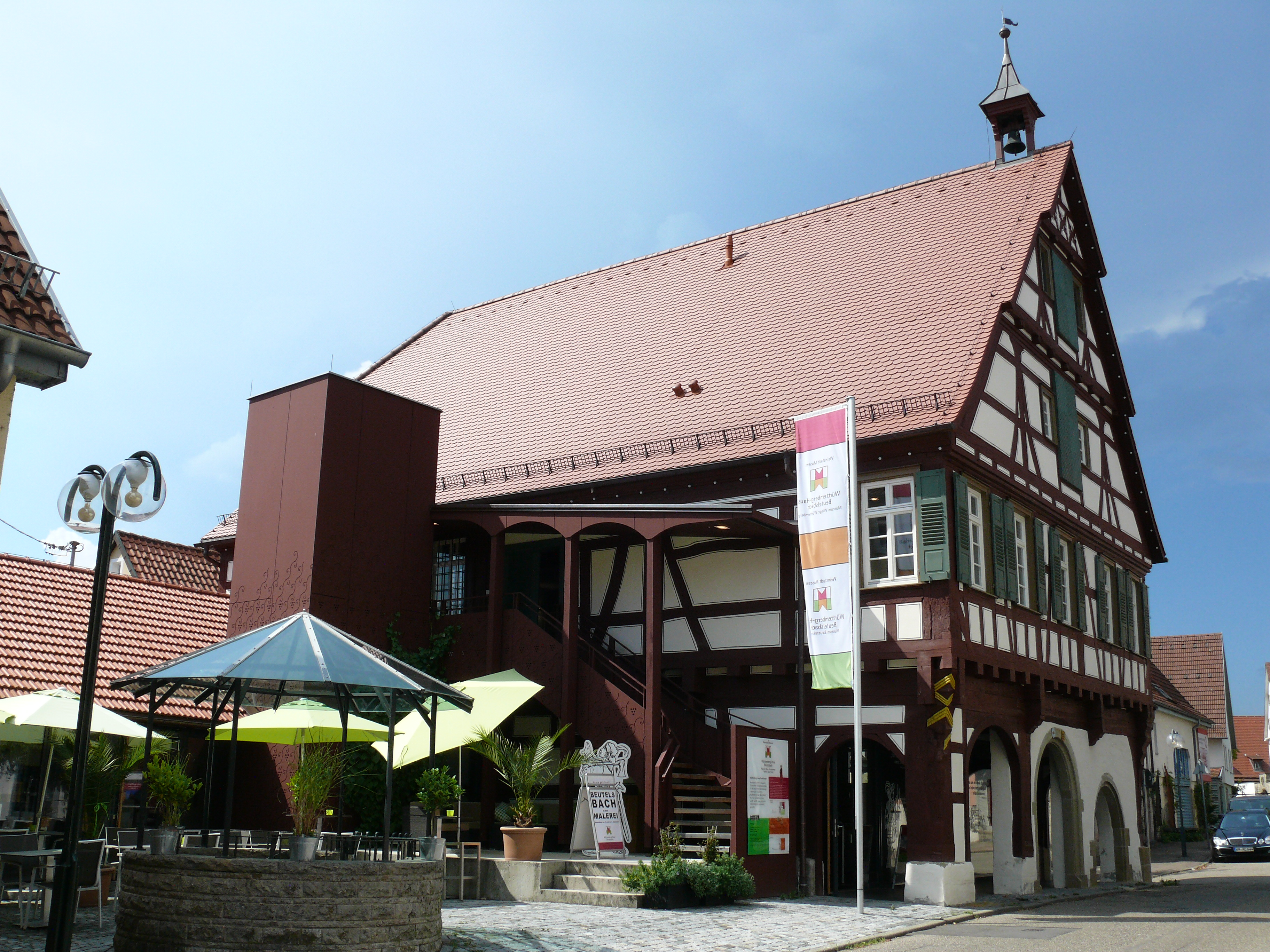
Württemberg-Haus im Alten Rathaus in Beutelsbach
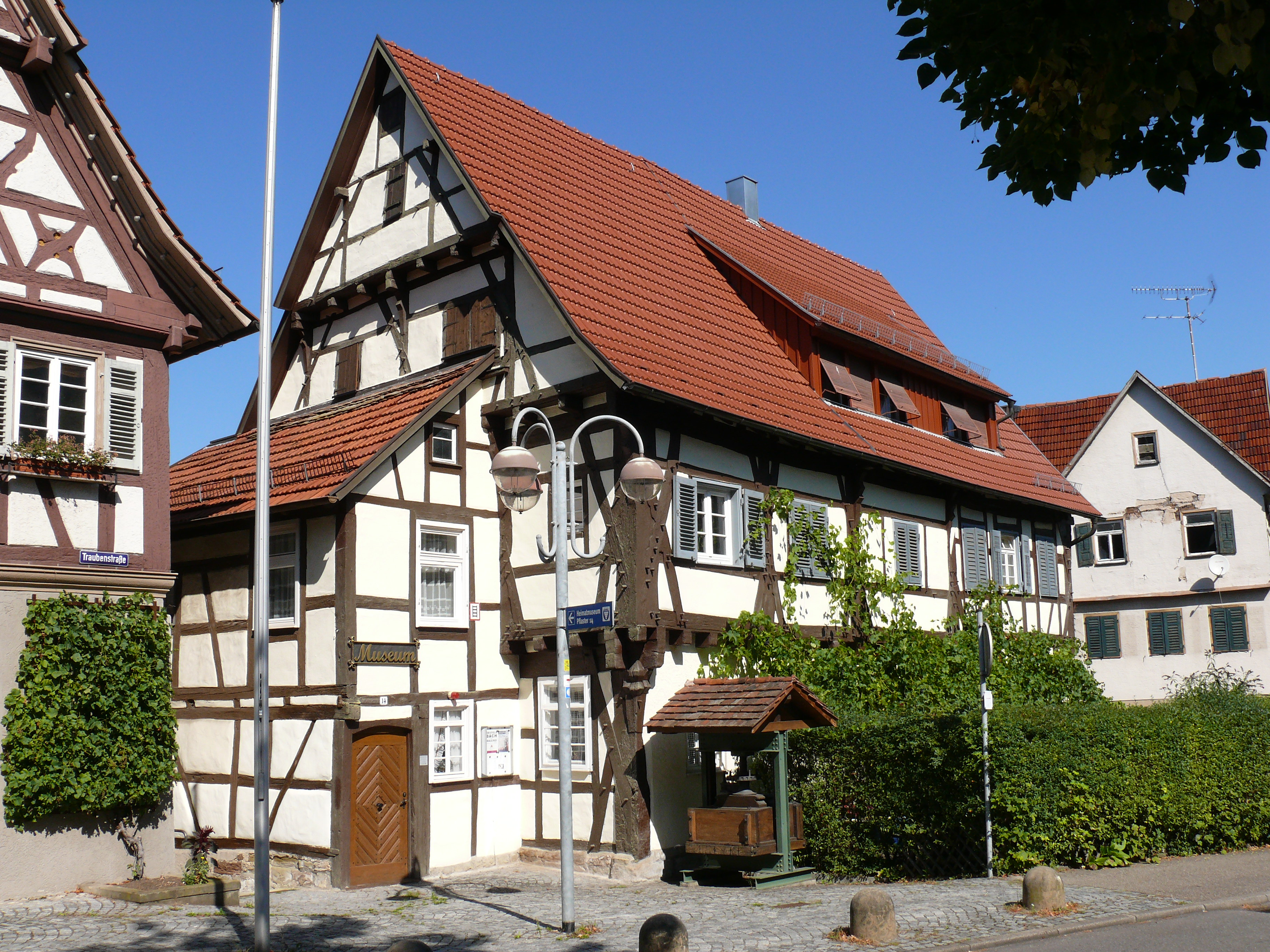
Heimatmuseum Pflaster 14 Endersbach
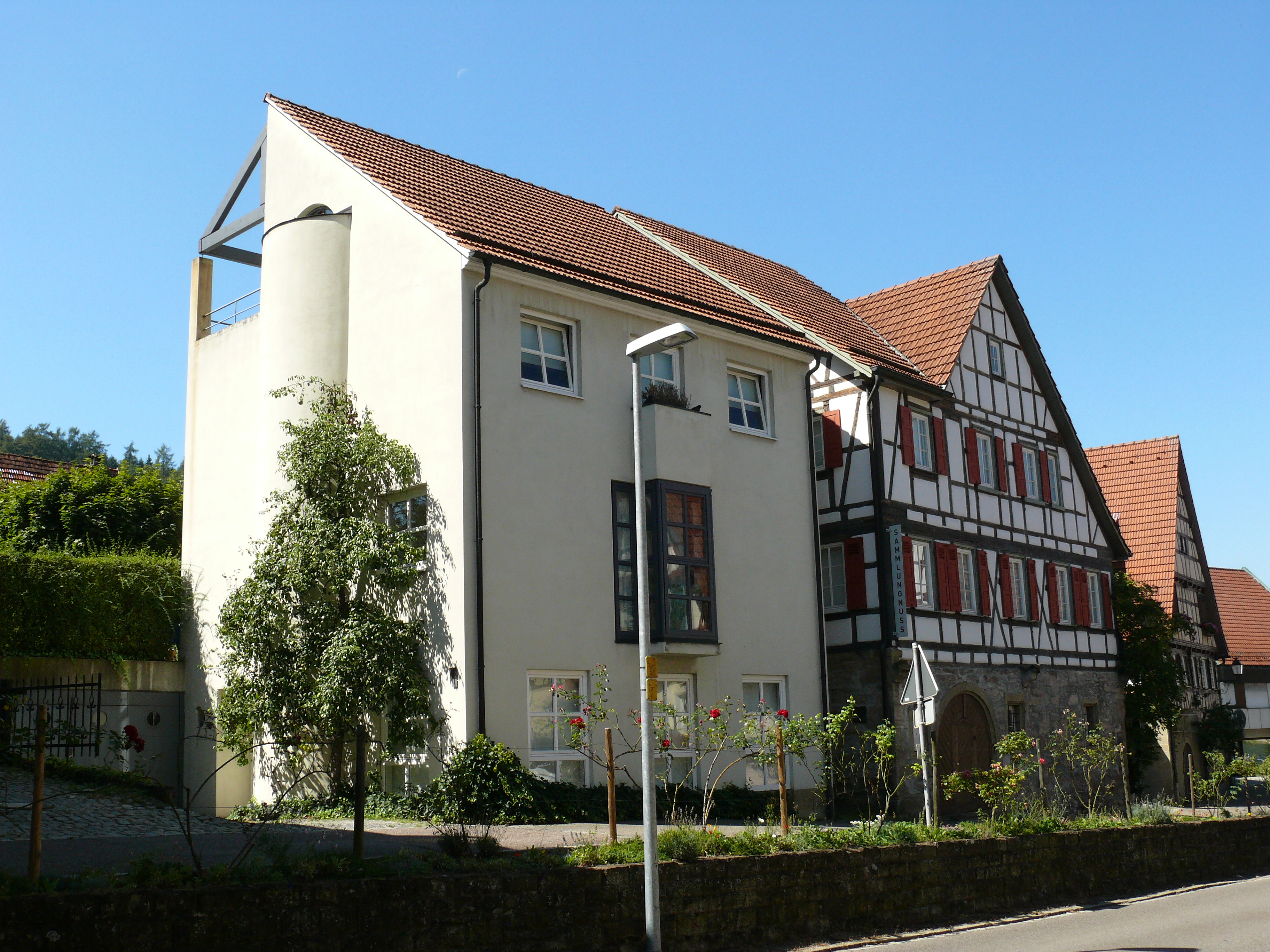
Nuss-Museum Strümpfelbach
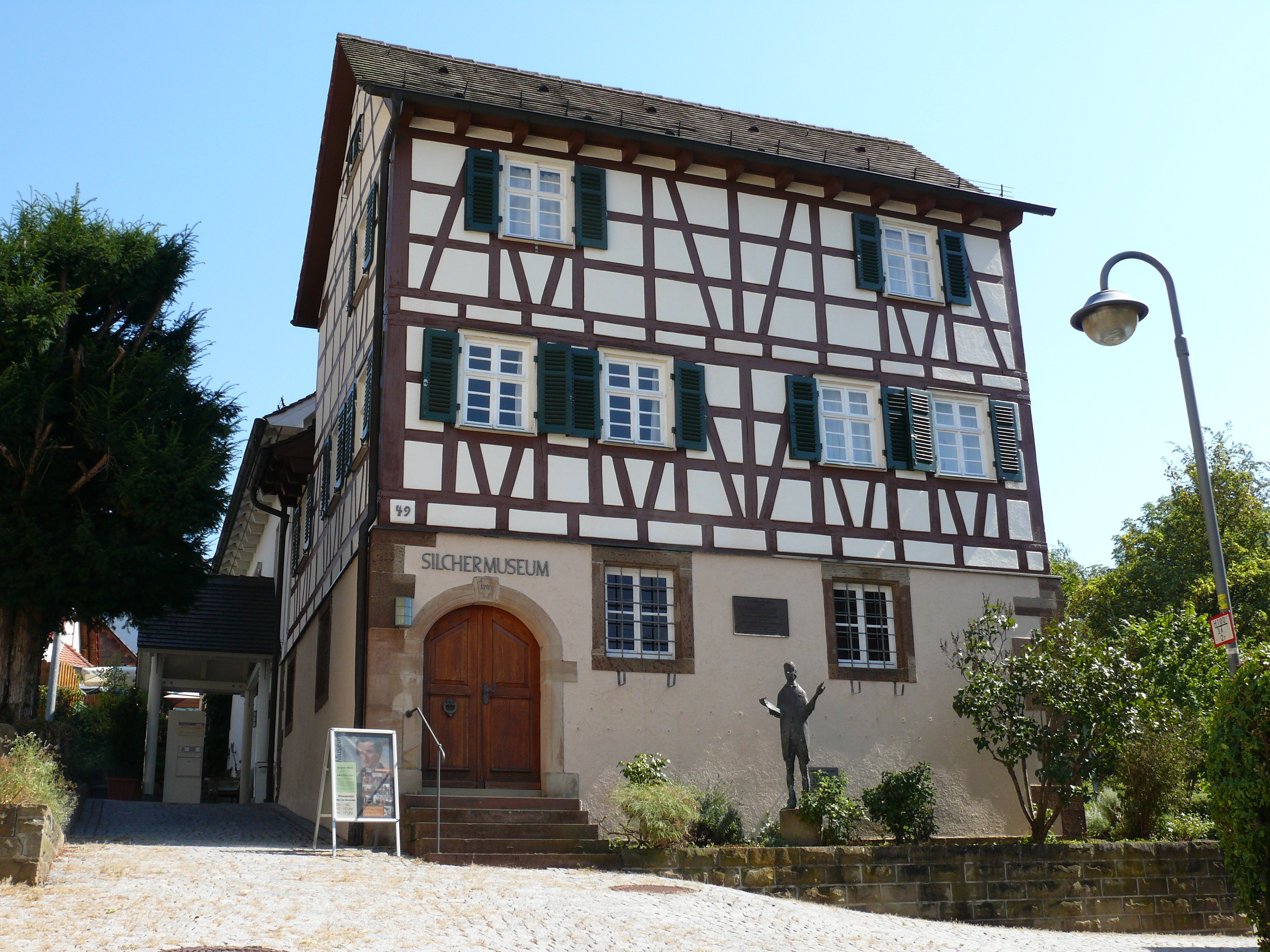
Silchermuseum in Schnait

### Bauwerke
Das bedeutendste Bauwerk und Wahrzeichen der Stadt ist die Stiftskirche in Beutelsbach, die ehemalige Grablege des Hauses Württemberg. Die heutige Kirche wurde um 1522 erbaut, ist im Kern jedoch älter.
Die Endersbacher Pfarrkirche ist eine spätgotische ehemalige Wehrkirche, deren Schiff 1468 erbaut wurde. Chor und Sakristei stammen von 1491, der Turm wurde 1769 erbaut. 1730 wurde das Schiff barockisiert.
Die Schnaiter Kirche ist jüngeren Datums. Sie wurde erst 1748 als so genannter Emporensaal erbaut.
In Schnait gibt es außerdem noch die drei Schlösser der Herren von Gaisberg, welche zwischen 1500 und 1600 erbaut wurden.
Die Pfarrkirche in Strümpfelbach ist eine spätgotische Chorturmanlage, die 1784 erweitert wurde. Außerdem bietet Strümpfelbach sehr viele Fachwerkhäuser. Beispielsweise das Alte Rathaus.
In Großheppach ist besonders das Schloss Großheppach von 1592 sehenswert, welches seit etwa 1900 der Familie von Gaisberg gehört. Schon seit 1749 hatte es den weiblichen Vorfahren dieser Familie gehört. Es ist heute eines der wenigen Schlösser in Baden-Württemberg, die sich noch im Privatbesitz befinden. Neben dem Großheppacher Schloss gilt auch das, von den Herren von Gaisberg erbaute, Schnaiter Schloss als beliebtes Ausflugsziel für Fachwerkliebhaber.

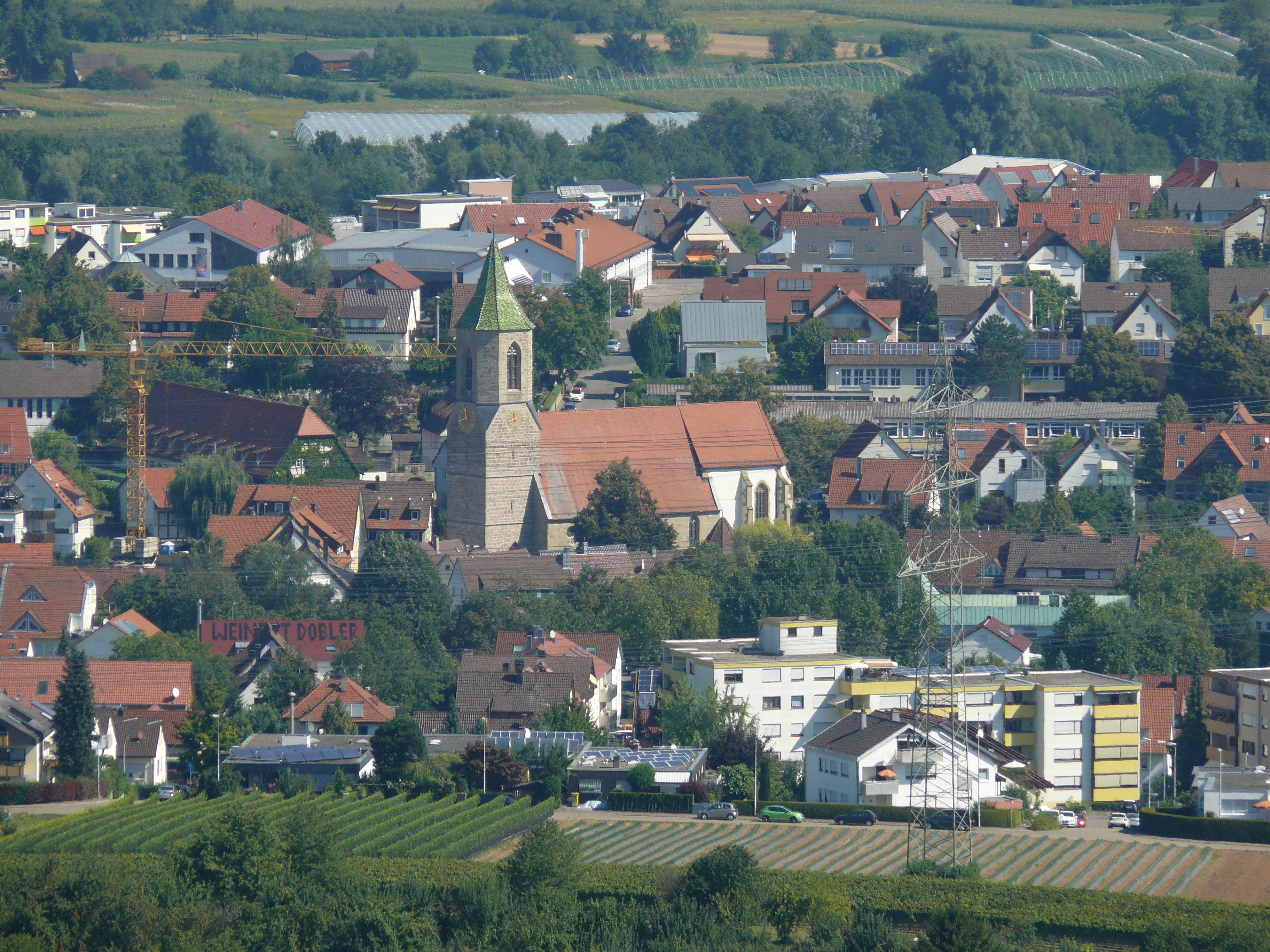
Stiftskirche Beutelsbach
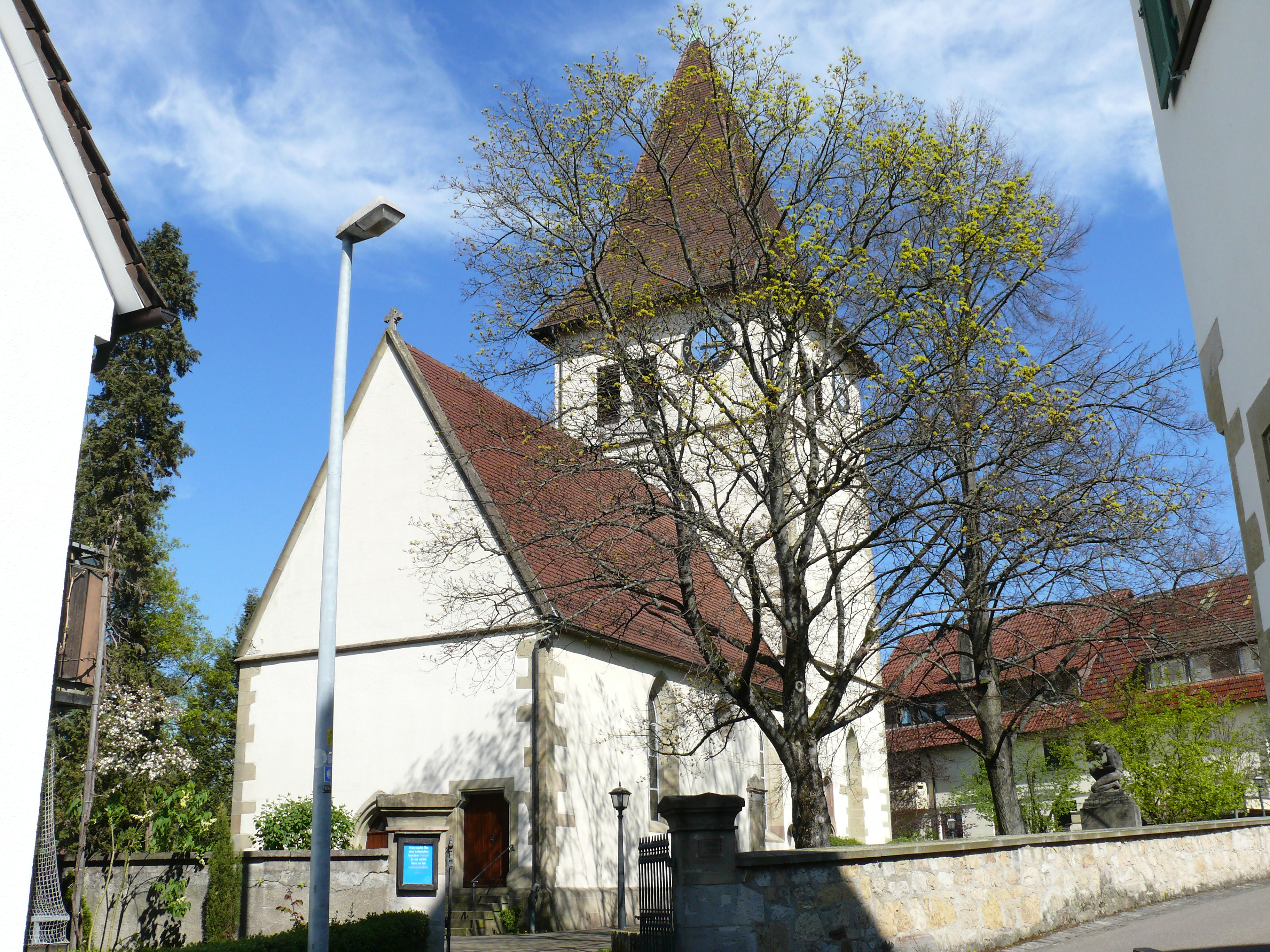
Pfarrkirche Endersbach
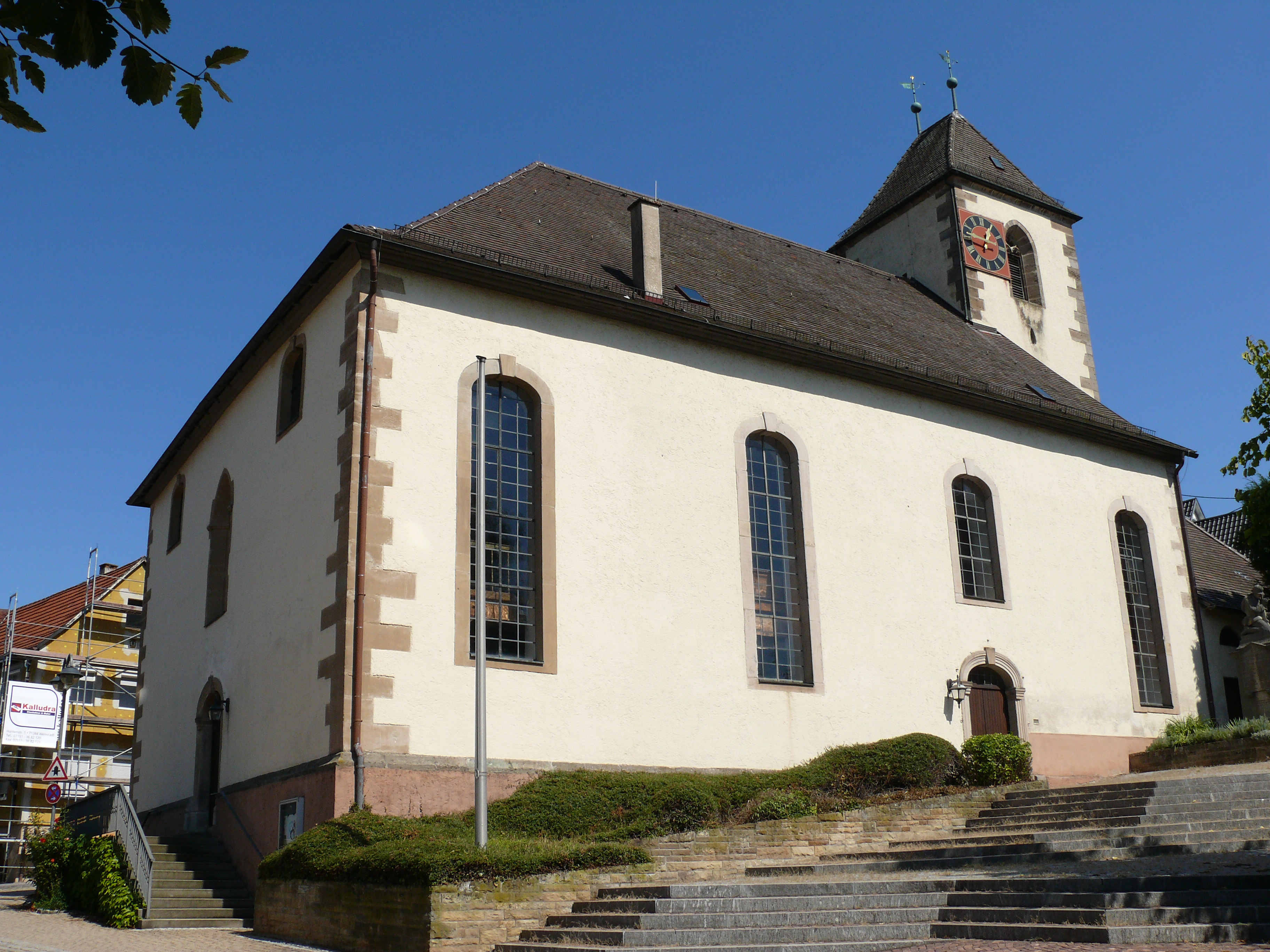
Schnaiter Kirche
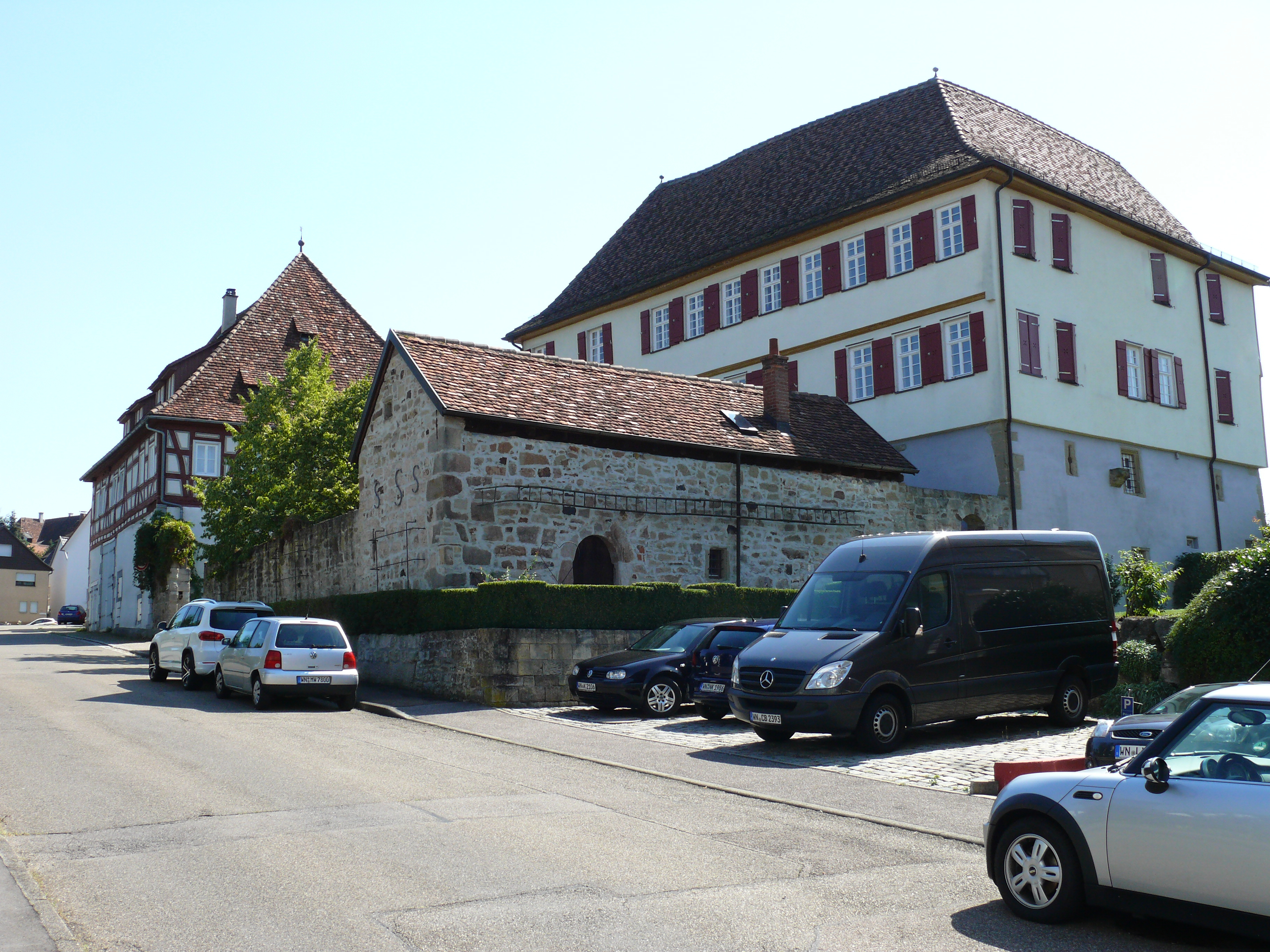
Schnaiter Schloss
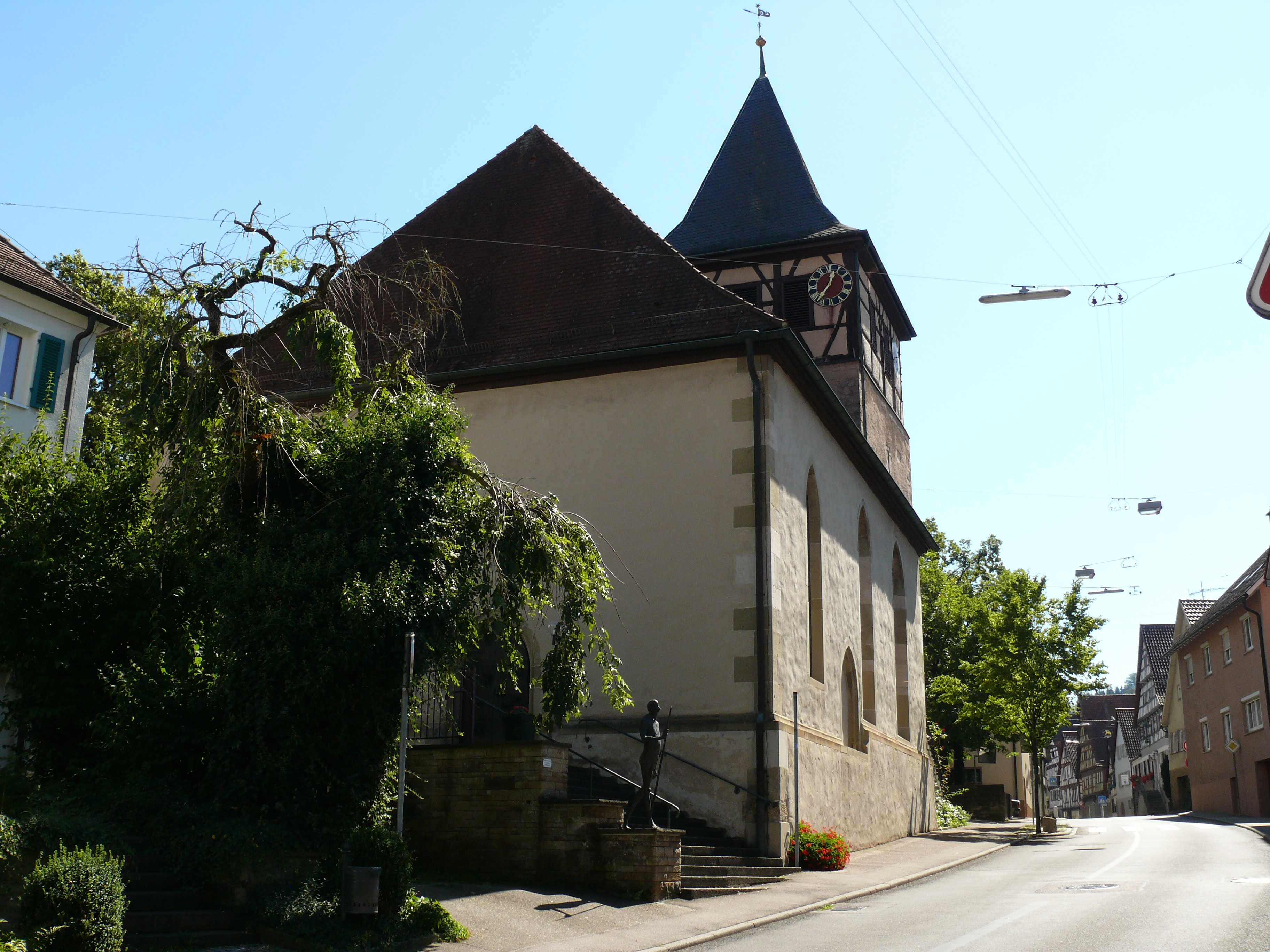
Pfarrkirche Strümpfelbach
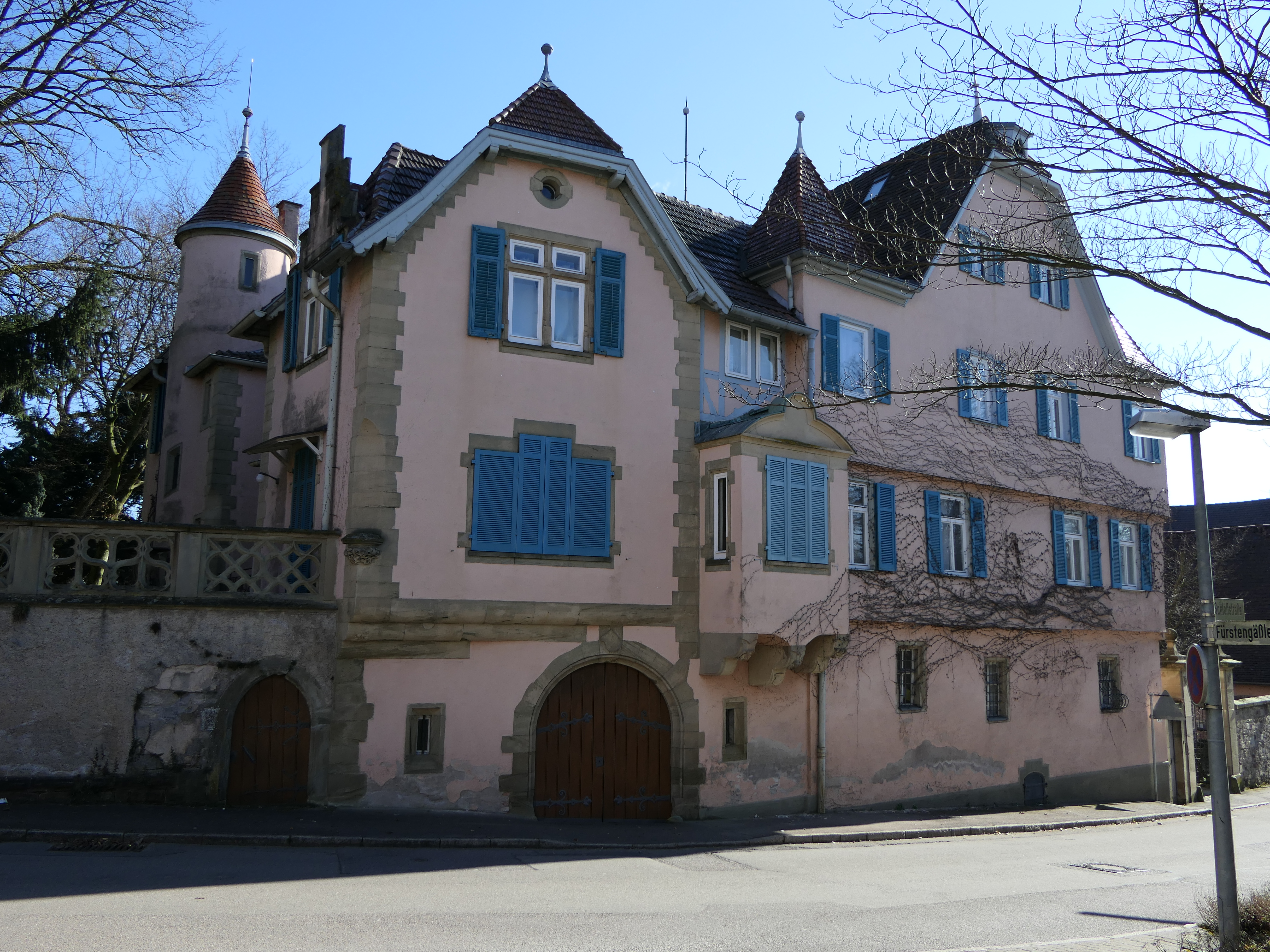
Schloss Großheppach

### Remstal-Gartenschau 2019

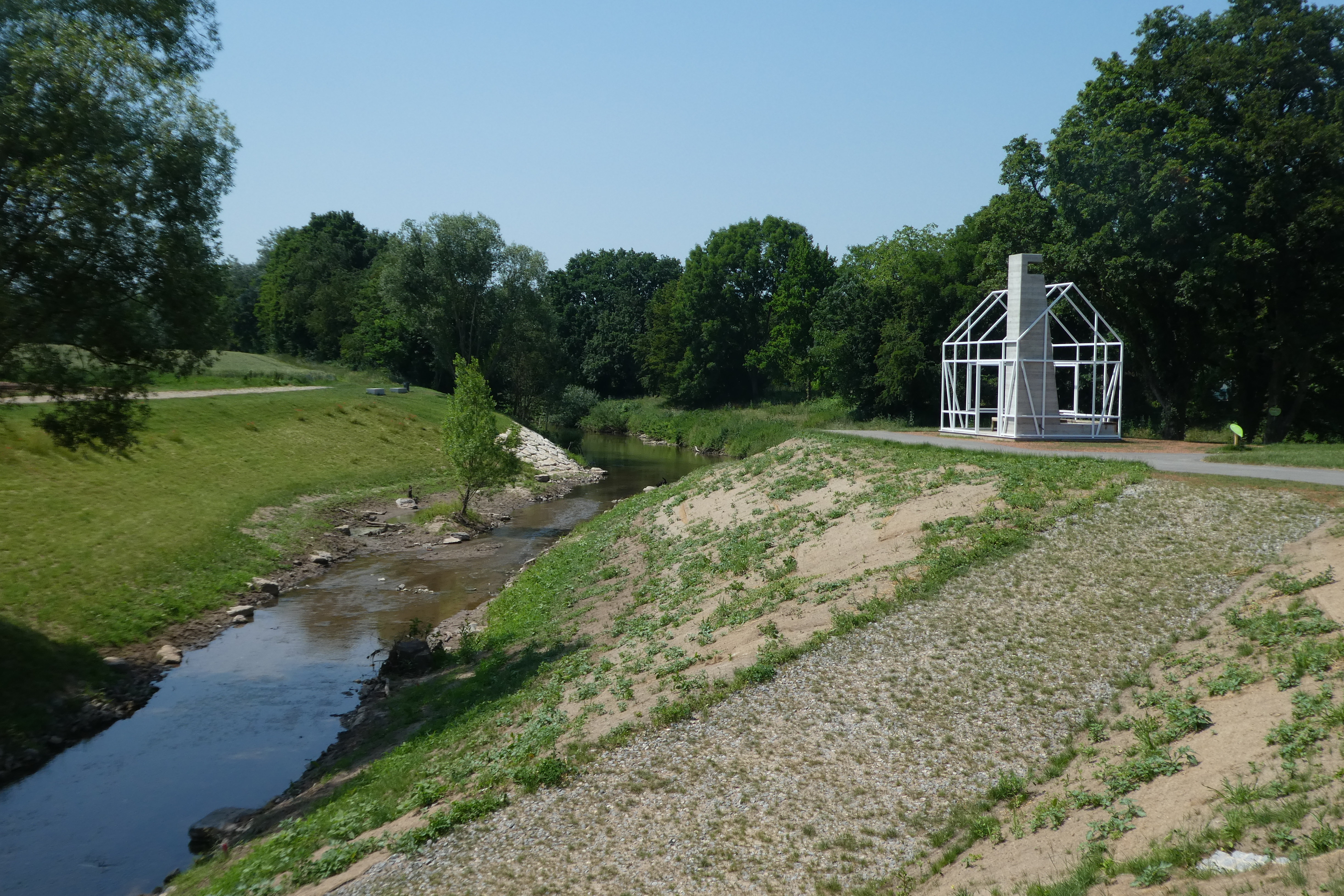
Kaminhaus auf der Birkelspitze bei der Mündung des Haldenbachs (von links) in die Rems

Vom 10. Mai bis 20. Oktober 2019 fand im Remstal ein Grünprojekt des Landes Baden-Württemberg statt, an dem sich auch Weinstadt beteiligt. Diese Remstal Gartenschau 2019 gehört zu den „kleinen“ Gartenschauen, die sich jährlich mit den Landesgartenschauen abwechseln.
In diesem Zusammenhang wurde der Aussichtspunkt auf der Luitenbächer Höhe neu gestaltet, das „Remstalkino“ am Aussichtspunkt „Drei Riesen“ geschaffen und bei der Mündung des Heppach ein Altarm der Rems mit einem Sandstrand umgestaltet. An den „16 Stationen“, dem Architekturprojekt der Gartenschau, beteiligte sich Weinstadt mit einem  weißen „Kaminhaus“ auf der Landzunge „Birkelspitze“ bei der Mündung des Haldenbachs, das an die Tradition des Fachwerkbaus erinnern soll.

### Bürgerpark Grüne Mitte
Zwischen Beutelsbach und Endersbach befindet sich der Bürgerpark Grüne Mitte.

### Regelmäßige Veranstaltungen
Im Beutelsbach findet jährlich im Frühjahr der Frühjahrsmarkt und im Herbst der Kirbemarkt statt. Das Weindorf in Beutelsbach in der Zeit um den 1. Mai lockt Besucher aus nah und fern an. In den Weinbergen zwischen Beutelsbach und Schnait gibt es seit 2008 am letzten Samstag im Juli den „Leuchtenden Weinberg“, der sich mittlerweile zu einer Großveranstaltung entwickelt hat. Geboten wird Wein, Kulinarik, Musik, Performances, Lichtkunst und ein abschließendes Feuerwerk. In Endersbach gibt es am zweiten Mittwoch im Mai den Fensterblümlesmarkt, im September das Weinfest mit Krämermarkt und im Dezember den Weihnachtsmarkt. In Schnait gibt es jährlich den Martinimarkt. In Großheppach gibt es im September bei der Häckermühle das Fest der 100 Weine. Besonders hervorzuheben ist die Nacht der Keller, bei der die verschiedenen Weingüter der Stadt ihre Weine in ihren Gewölbekellern präsentieren.
In Strümpfelbach findet jährlich das dreitägige Kelterfest statt.
Des Weiteren findet in zwei- bis dreijährigem Abstand das Bacchusfest statt, wobei sich die Ortsteile als Ausrichter reihum abwechseln. Im Mai bzw. Juni finden Weinproben in den Weinbergen von Großheppach (Muttertagswochenende) bzw. Endersbach statt.
Regional bekannt sind die Beutelsbacher Kirbe (im Oktober) und die Schnaiter Kirbe (im August).

## Wirtschaft und Infrastruktur

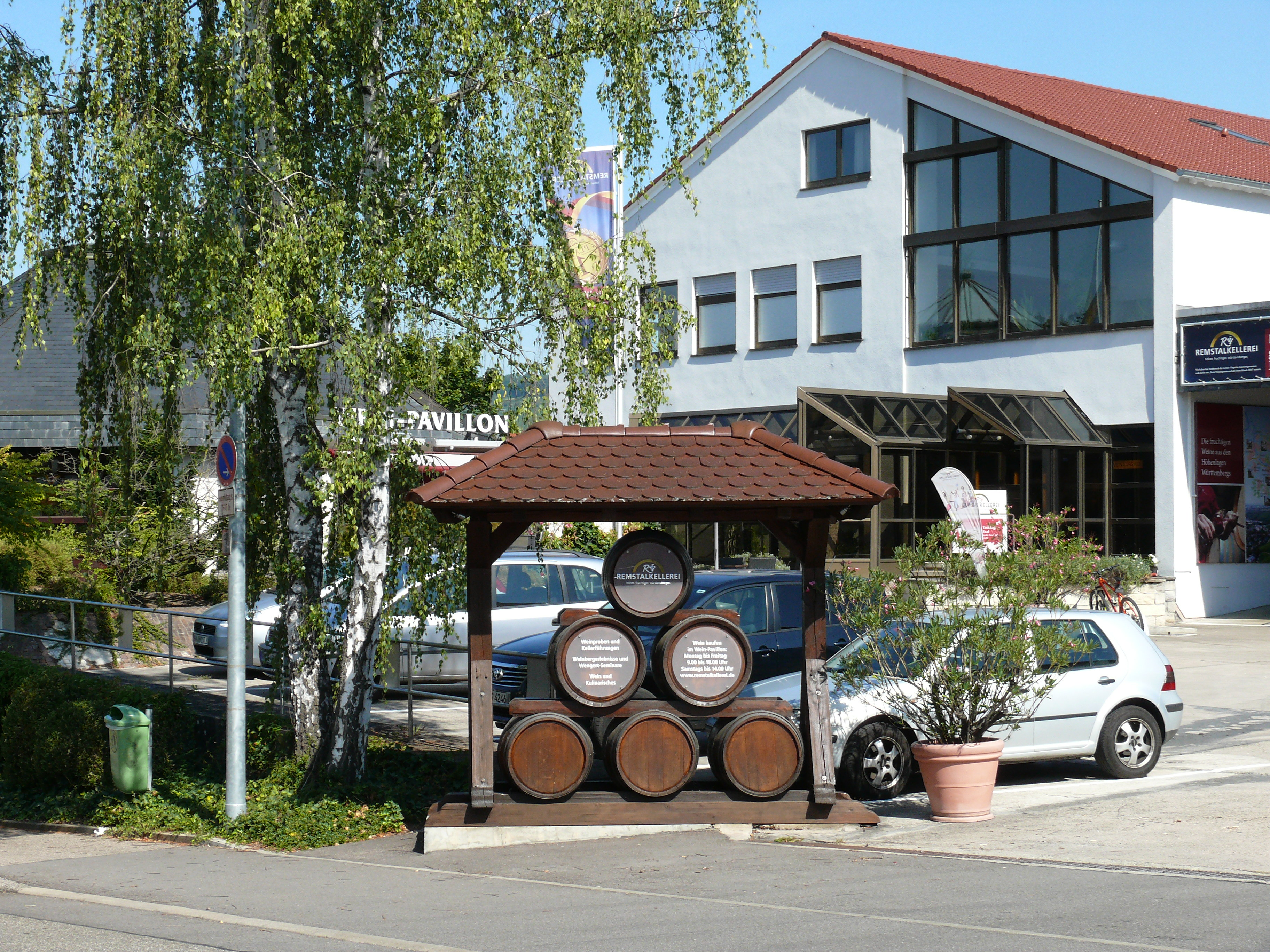
Remstalkellerei in Beutelsbach

### Wirtschaft
Die Stadtteile Weinstadts lebten früher hauptsächlich vom Weinbau. Mit einer Rebfläche von 489 ha steht Weinstadt (Stand 2011) flächenmäßig an vierter Stelle der Weinbaugemeinden im Weinbaugebiet Württemberg. Heute haben sich auch einige mittelständische Unternehmen niedergelassen. Darüber hinaus pendeln viele Arbeitnehmer in die umliegenden Städte, vor allem auch nach Waiblingen und Stuttgart.

### Verkehr

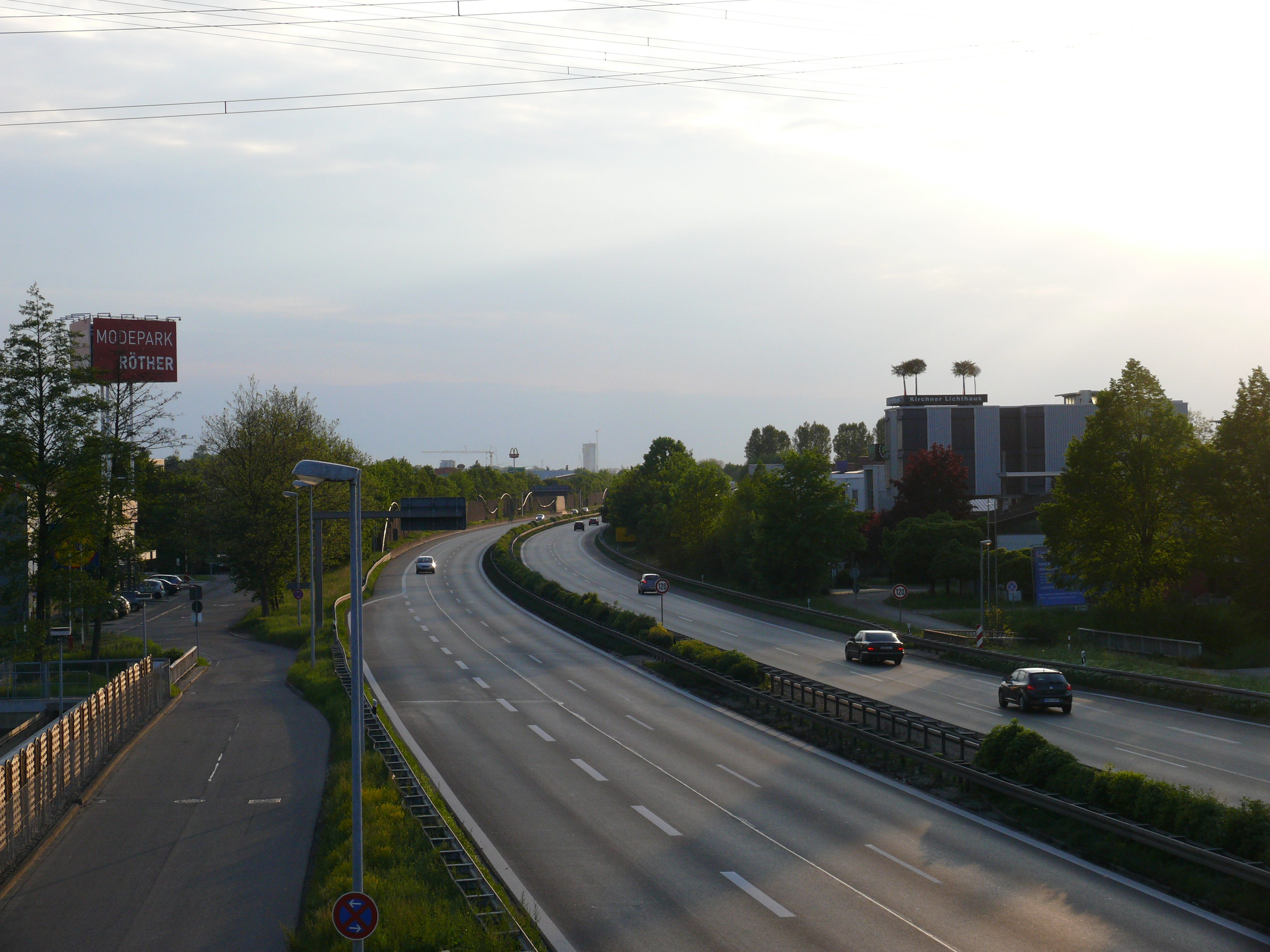
Bundesstraße 29 im Bereich Weinstadt

#### Straßenverkehr
Durch das Stadtgebiet führt die hier als Schnellstraße ausgebaute Bundesstraße 29 Waiblingen–Schwäbisch Gmünd–Aalen-Nördlingen. Das Gebiet der Stadt kann über drei Abfahrten erreicht werden. Bie B 29 hat am Teiler B 14/B 29 Anschluss an die B 14 nach Stuttgart, ebenso in Aalen-Westhausen Anschluss an die Bundesautobahn 7 im Abschnitt Ulm-Würzburg.

#### Bahn- und Busverkehr
Weinstadt liegt an der Remsbahn Stuttgart–Aalen(–Nürnberg). Auf dieser Strecke verkehrt die S-Bahn-Linie S2 (Schorndorf–Stuttgart–Flughafen–Filderstadt). Die folgenden Haltestellen liegen im Stadtgebiet von Weinstadt: Stetten-Beinstein, Endersbach und Beutelsbach. Innerhalb des Stadtgebiets verkehren mehrere Buslinien. Alle Linien sind zu einheitlichen Preisen innerhalb des Verkehrs- und Tarifverbunds Stuttgart (VVS) zu benutzen. Es bestehen keine Halte des Schienenpersonenfernverkehrs in Weinstadt.

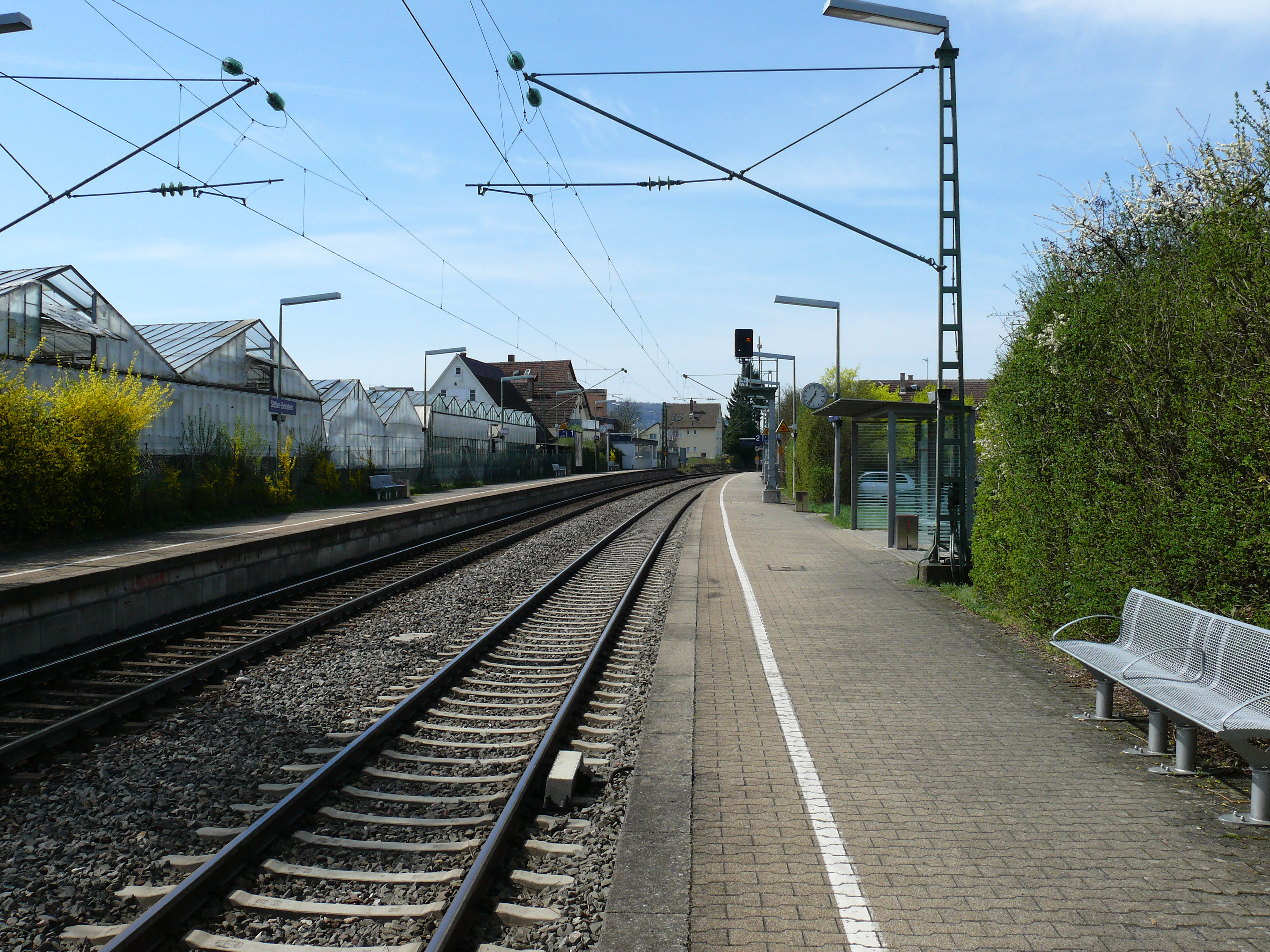
S-Bahnhof Stetten-Beinstein
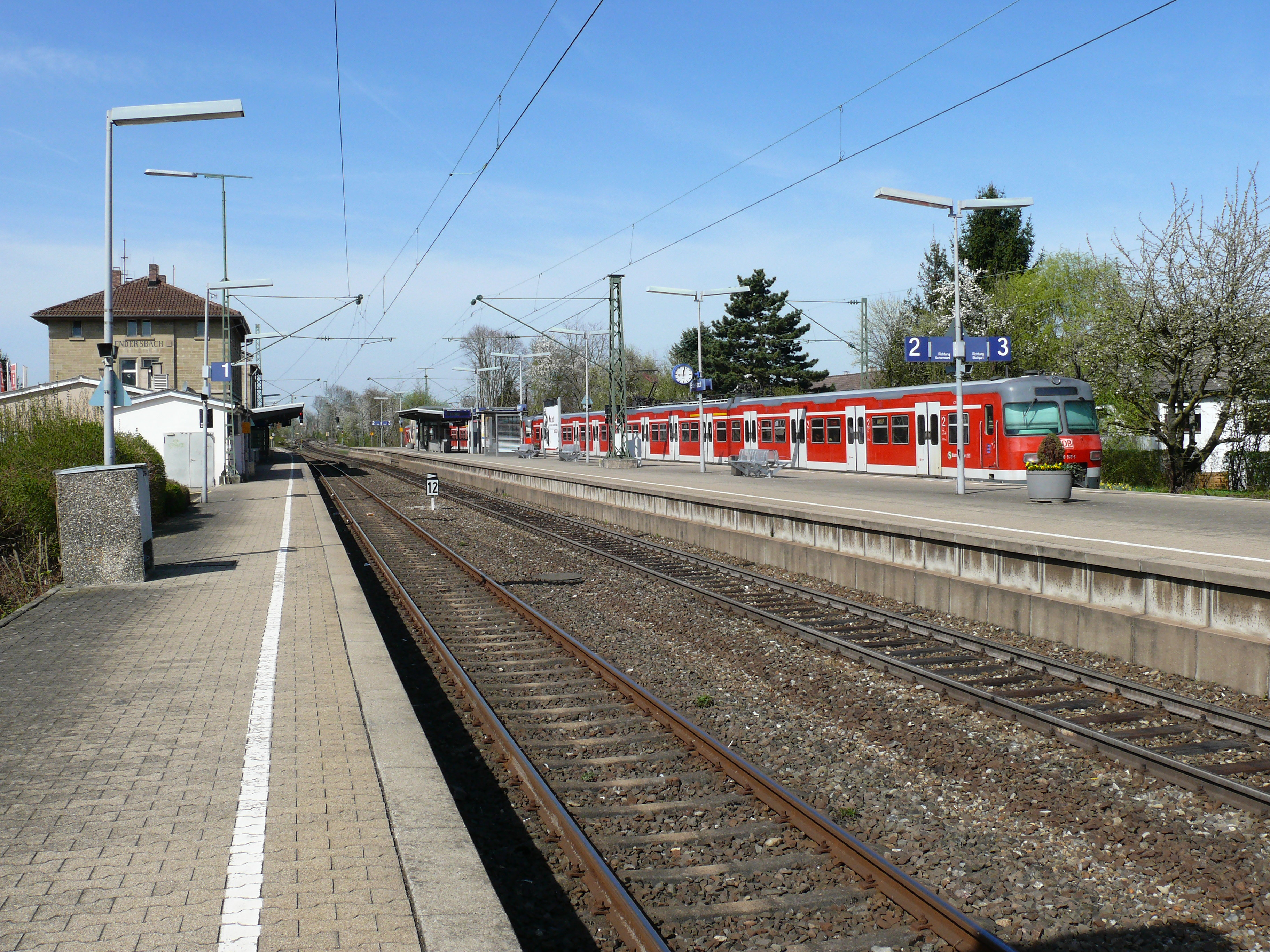
S-Bahnhof Endersbach
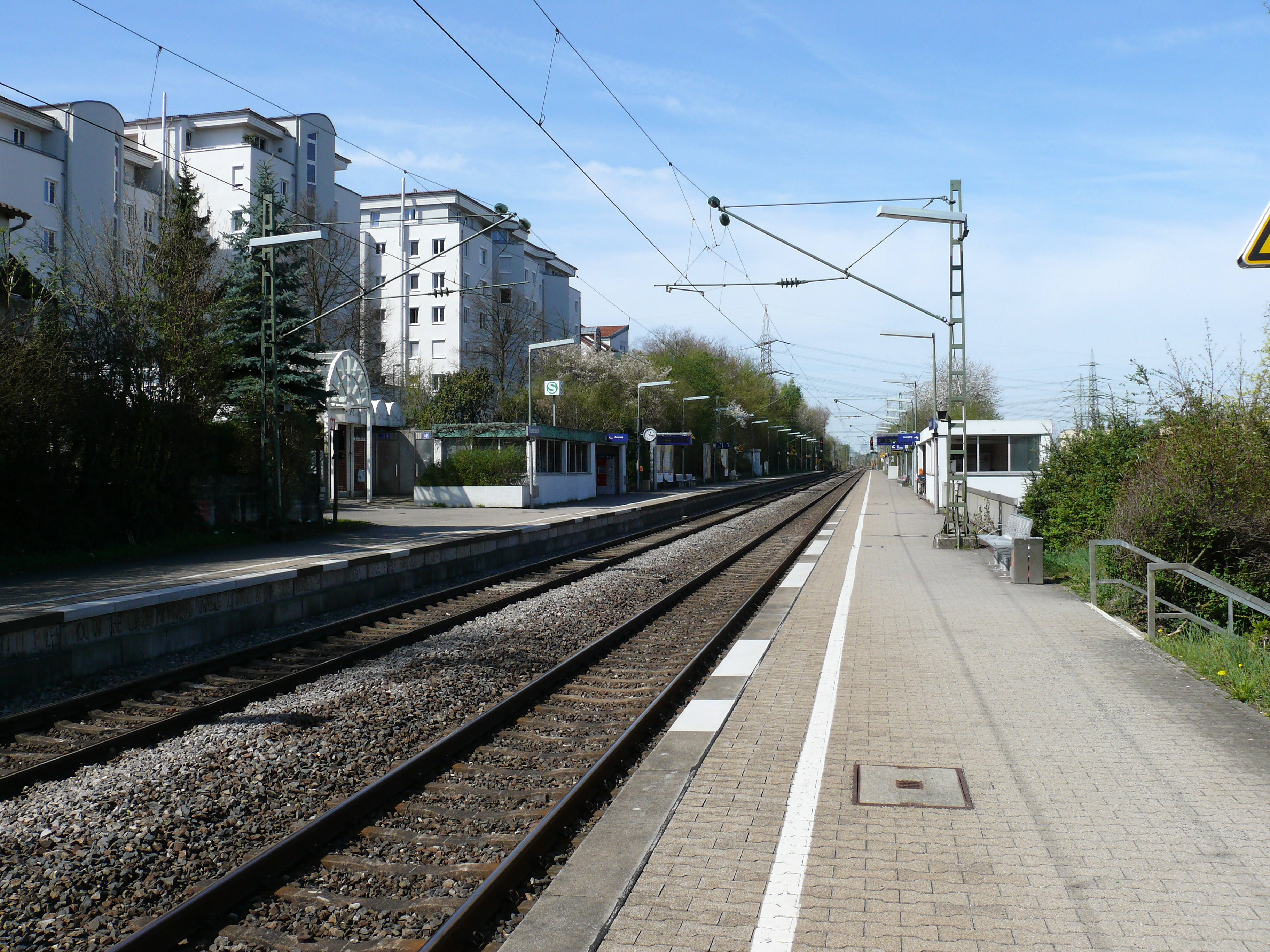
S-Bahnhof Beutelsbach

#### Radverkehr
Durch eine Alltagsroute aus dem Radnetz Baden-Württemberg ist Weinstadt über Remshalden und Winterbach mit Schorndorf und in der anderen Richtung mit Waiblingen und Fellbach verbunden.
In Weinstadt bestehen verschiedene Landes-Radfernwege:
- Der Remstal-Radweg[26] verläuft von Aalen kommend über Großheppach zur Mündung der Rems in den Neckar in Remseck und führt dann noch durch Fellbach, Kernen im Remstal und Strümpfelbach zum Bahnhof Endersbach.
- Der Württemberger Weinradweg[27] verläuft von Rottenburg am Neckar nach Niederstetten und dabei in einer Schleife von Fellbach (Südrand) über Kernen im Remstal (Stetten) nach Strümpfelbach, Beutelsbach und Großheppach und weiter über Korb und Waiblingen in Fellbachs Mitte.
- Der Hohenzollern-Radweg[28] verläuft vom Bodensee über die hohenzollerischen Städte Sigmaringen und Hechingen und über Rottenburg am Neckar und Esslingen nach Weinstadt.

Die Weinberge um Weinstadt sind mit einem dichten Netz asphaltierter Landwirtschaftswege durchzogen, so dass alle Ortsteile mit dem Fahrrad erreicht werden können, ohne auf Hauptstraßen fahren zu müssen. Entlang der meisten Landstraßen verlaufen ebenfalls getrennte asphaltierte Wirtschaftswege die auch als Radwege dienen. Innerorts bestehen wenige Radwege, teilweise jedoch Schutzstreifen.

### Medien
Über das Tagesgeschehen Weinstadts berichten als Tageszeitungen die Waiblinger Kreiszeitung.
Das Blättle (bzw. s’Blättle), in dem neben kirchlichen Terminen, Vereins- und anderen Veranstaltungen auch Berichte über (hauptsächlich kulturelle) Ereignisse der vergangenen Woche zu finden sind und das wöchentlich erscheint, erhält jeder Haushalt kostenlos.
Weinstadt ist Sitz des seit 2001 bestehenden Online-Netzwerks Kwick.

### Öffentliche Einrichtungen
Weinstadt hat ein Notariat in Endersbach.

### Bildung
In Weinstadt gibt es ein Gymnasium (Remstal-Gymnasium), eine Realschule (Reinhold-Nägele-Realschule), eine Werkrealschule (Erich-Kästner-Schule), ab 2015 als Gemeinschaftsschule fortgeführt, und eine Förderschule (Vollmarschule), die im Bildungszentrum Weinstadt zwischen den Stadtteilen Endersbach und Beutelsbach zusammengefasst sind.
Ferner gibt es in jedem Stadtteil eine Grundschule, wobei die Schulen in Endersbach (Silcherschule) und Großheppach (Friedrich-Schiller-Schule) jeweils einen besonderen Namen tragen.
Zwei private Schulen, die Fachschule für Sozialpädagogik und die Fachschule für Altenpflege der Großheppacher Schwesternschaft, ergänzen das schulische Angebot in Weinstadt.
Die Volkshochschule Unteres Remstal e. V. hat ihre Zweigstelle im Haus Wabe in Weinstadt.

### Vereine
Mit rund 4000 Mitgliedern ist die Sportgemeinschaft Weinstadt e. V. (SG Weinstadt) der größte Sportverein in der Weinstadt und wurde 2014 gegründet. Vorsitzender ist Klaus Silbernagel. Im Jahr 2019 haben sich die Traditionsvereine VFL Endersbach, SV Weinstadt (früher TSV Beutelsbach) und der TSV Großheppach mittels Verschmelzung der SG Weinstadt angeschlossen. Bereits ein Jahr zuvor hat sich der Einspartenverein (nur Fußball) SC Weinstadt dazu entschlossen seine Eigenständigkeit aufzugeben und wurde auf die SG Weinstadt verschmolzen. Die SG Weinstadt betreibt unter anderem Handball, Fußball, Leichtathletik, Schwimmen, Tischtennis, Turnen, Skizunft, Herzsport und Volleyball.
Der TSV Strümpfelbach wurde 1912 gegründet und ist ebenfalls ein Mehrspartenverein mit den Abteilungen Fußball, Laufen, Leichtathletik, Turnen, Aerobic und Badminton.
Die im Jahre 1997 gegründete Handballspielgemeinschaft Weinstadt (HSG Weinstadt), hervorgegangen aus den Handballabteilungen des VfL Endersbach und des TSV Großheppach, wurde 2011 umbenannt in Spielgemeinschaft Weinstadt (SG Weinstadt) nachdem sich auch die Handballer des SV Weinstadt entschlossen, sich der Spielgemeinschaft anzuschließen. Die Spielgemeinschaft wurde 2019 aufgelöst, die Handballer sind nun Teil des Vereins SG Weinstadt e. V.
Der Tennisclub Weinstadt Endersbach e. V., gegründet am 7. Dezember 1967, ist der älteste Tennisverein in Weinstadt.

## Persönlichkeiten

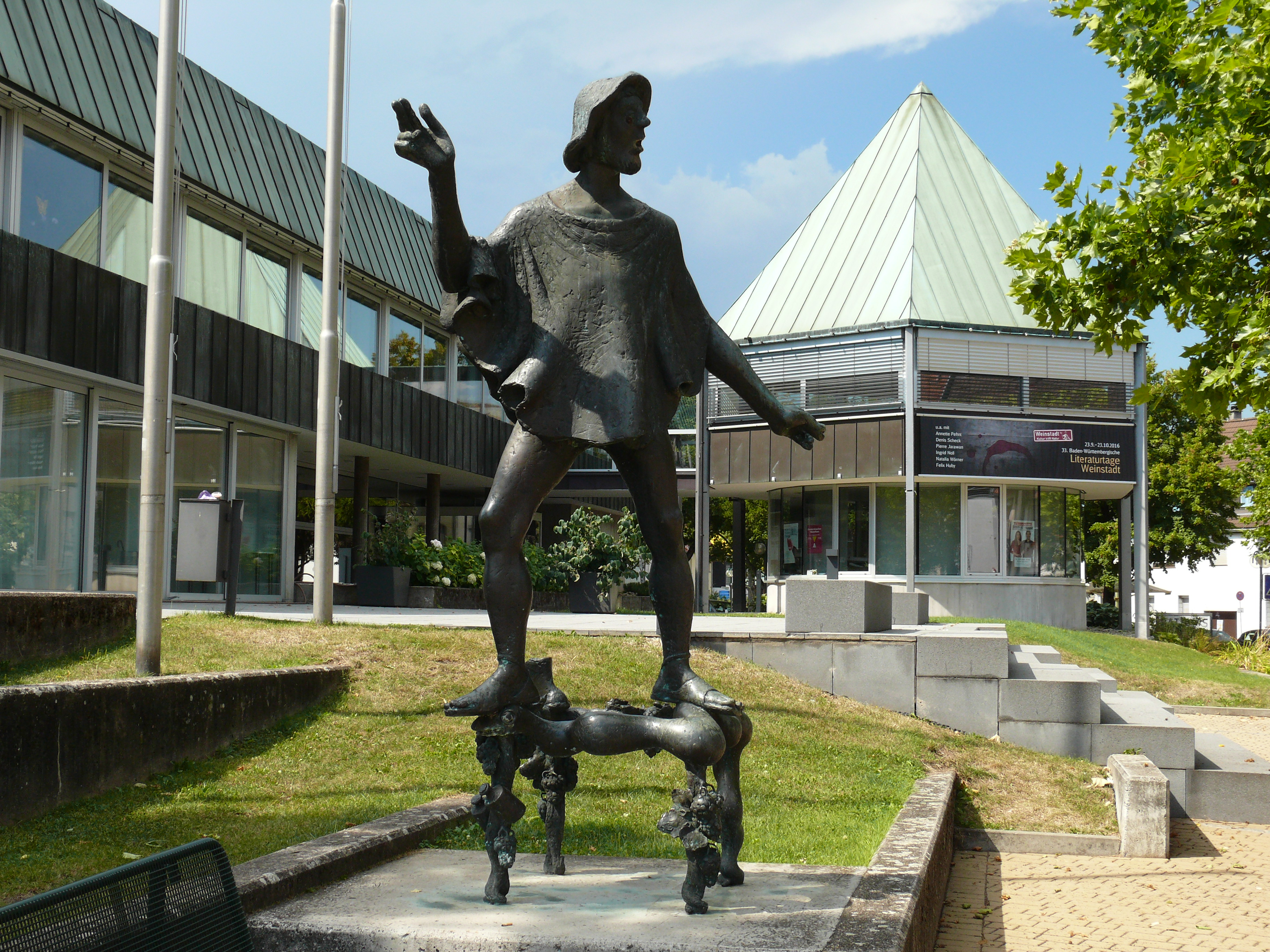
Gaispeter-Denkmal in Beutelsbach

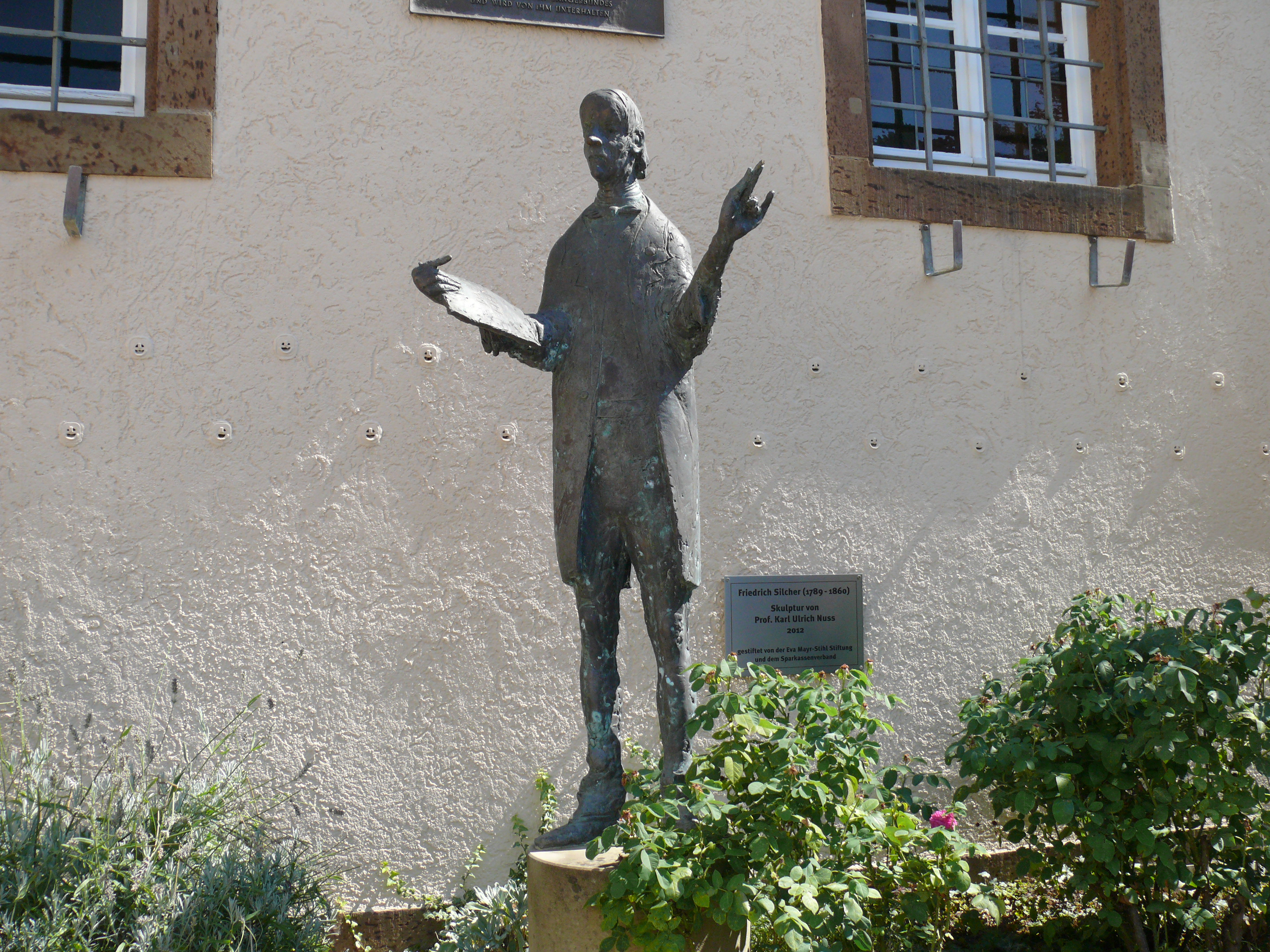
Silcher-Denkmal in Schnait

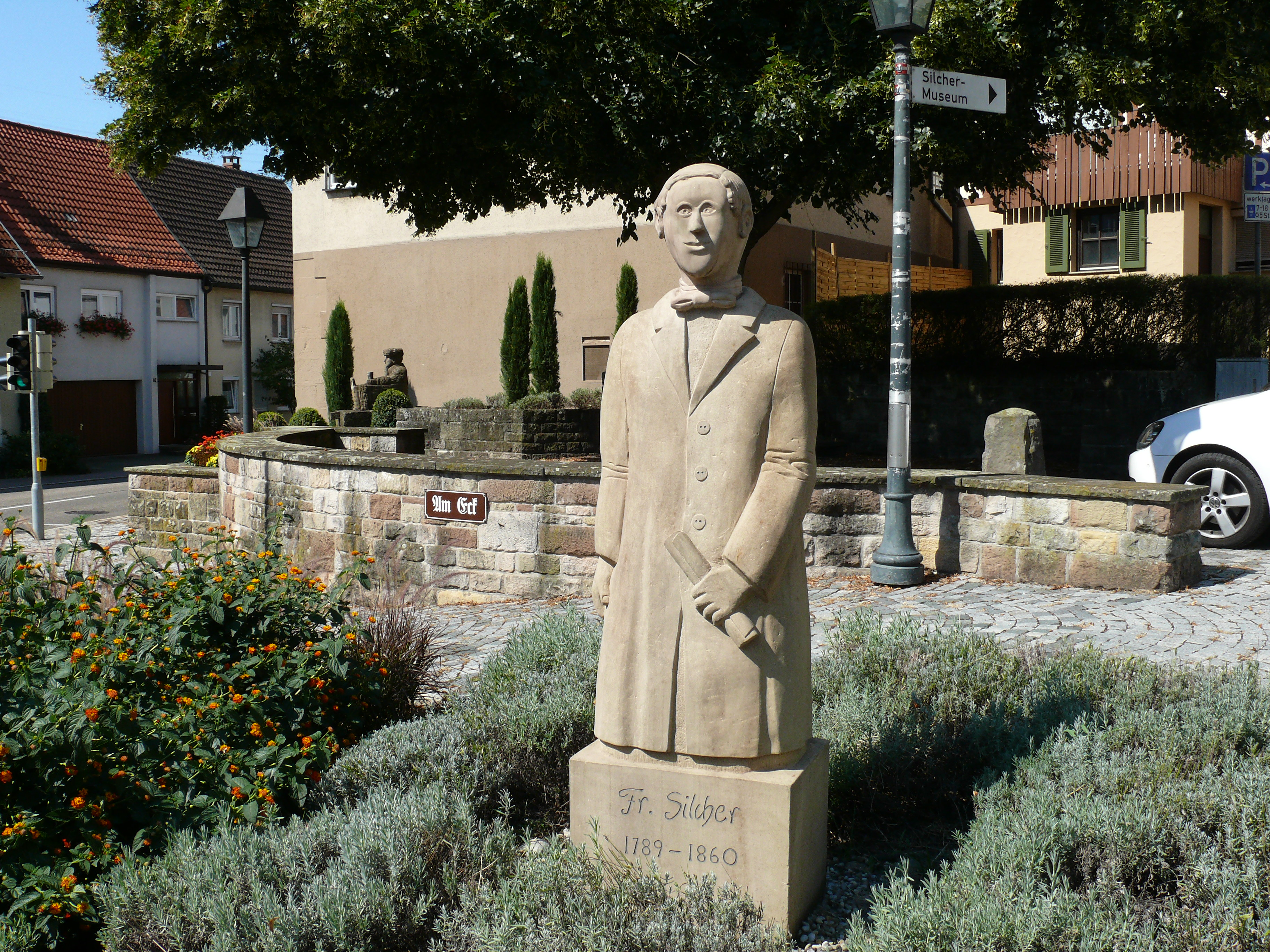
Weiteres Silcher-Denkmal in Schnait

### Ehrenbürger
Die Stadt Weinstadt und ihre früheren Gemeinden haben folgenden Personen das Ehrenbürgerrecht verliehen:
- 1924: Frida Freifrau Zündt von Kentzingen, geb. Bauer (* 26. Oktober 1874 in Endersbach; † 7. Januar 1965 in Freudenstadt), Lehrerin, Wohltäterin, Kunstsammlerin und Stifterin (Ebg. Endersbach)
- 1949: Karl und Oskar Birkel, Inhaber der von 1909 bis 1998 in Endersbach ansässigen Schwabennudelwerke B. Birkel Söhne (Ebg. Endersbach)
- 1950: Christian Graze, Inhaber der seit 1872 in Endersbach ansässigen Graze Bienenzuchtgerätefabrik (Ebg. Endersbach)
- 1972: Sophie Weishaar, Oberlehrerin und Chronistin (Ebg. Strümpfelbach)
- 1972: Karl Christian Birkel (* 3. Dezember 1904 in Schorndorf; † 13. Mai 1992 in Endersbach), Inhaber der Schwabennudelwerke B. Birkel Söhne (Ebg. Endersbach)
- 1972: Alfred Fischer († 1972), freier Architekt, Kreistags- und Gemeinderatsmitglied, tätig und wohltätig in vielen Vereinen (Ebg. Endersbach)
- 1974: Hermann Plessing, Bürgermeister von Beutelsbach (Ebg. Beutelsbach)
- 1974: Paul Hekeler (1904–1978), Briefträger, Heimatkundler, Sammler und Stifter, Gründer der Heimatstube (Ebg. Endersbach)
- 1977: Fritz Nuss (* 24. Mai 1907 in Göppingen; † 3. März 1999 in Strümpfelbach), Bildhauer aus Strümpfelbach
- 1983: Walter Eberhardt, Bürgermeister von Strümpfelbach[31]
- 2007: Jürgen Hofer, Bürgermeister bzw. Oberbürgermeister von 1975 bis 2000[32]
- 2013: Karl Ulrich ´Uller´ Nuss, Bildhauer und Kunstprofessor
- 2014: Gerhard Schäfer, Frisörmeister, Inhaber zahlreicher Ehrenämter[33]
- Karl Baisch, Inhaber der Fabrik für Arzt- und Zahnarztpraxenmobiliar und Hauptspender für den Bau des Stiftsbades Beutelsbach
- Karl Dippon (* 5. Januar 1901 in Beutelsbach; † 27. August 1981 in Schorndorf), Weingärtner und Politiker

### Söhne und Töchter der Stadt
- Peter Gais, Gaispeter aus Beutelsbach, führte 1514 den Bauernaufstand des Armen Konrad gegen den Herzog von Württemberg an.
- Georg Daniel Auberlen (* 15. August 1728 in Endersbach; † 1. Juli 1784 in Fellbach), Schulmeister, Musiker und Komponist.
- Christian Gottlieb Martz (* 1. Dezember 1775 in Strümpfelbach; † 27. September 1843 in Herrenberg), württembergischer Oberamtmann
- Philipp Friedrich Silcher (* 27. Juni 1789 in Schnait; † 26. August 1860 in Tübingen), Liederkomponist
- Heinrich von Idler (* 11. Februar 1802 in Strümpfelbach; † 6. April 1878 in Cannstatt), württembergischer Oberamtmann, Landtagsabgeordneter
- Johannes Buhl (* 10. Juni 1804 in Beutelsbach; † 13. Juni 1882 in Schwäbisch Gmünd), Kaufmann, Turnpionier und Feuerwehrpionier
- Karl Wilhelm Bauerle (englisch: Bowerley) (* 5. Juni 1831 in Endersbach; † 26. August 1912 in Aichelberg), war Kunstmaler, ab 1869 am Hof von Königin Victoria
- Eugen Schaal (* 1. Mai 1842 in Beutelsbach; † 23. Juni 1928 in Feuerbach), Chemiker
- Karl Dippon (* 5. Januar 1901 in Beutelsbach; † 27. August 1981 in Schorndorf), Weingärtner und Politiker, Landtagsabgeordneter
- Elsbeth Walch (* 17. Februar 1921 in Beutelsbach; † 21. Februar 2012), Schriftstellerin
- Hermann-Christian Zimmerle (* 24. September 1921 in Großheppach; † 13. April 1995 in Gerlingen), Bildhauer
- Hellmuth Hahn (* 23. September 1922), Erster Direktor der Landesversicherungsanstalt Württemberg, Ehrensenator der Universität Tübuingen[34]
- Otto Knoch (* 7. Januar 1926 in Sindelfingen; † 17. November 1993 in Beutelsbach), Theologe
- Ludwig Stimmler (* 29. September 1940 in Weinstadt; † 31. Januar 2003 ebendort), Jazzmusiker
- Mathias Richling (* 24. März 1953 in Offenbach), Kabarettist
- Juan Amador (* 10. Dezember 1968 in Strümpfelbach), Koch
- Keven Schlotterbeck (* 28. April 1997 in Weinstadt), Fußballspieler, Teilnehmer Olympische Spiele 2020 in Tokio
- Cédric Staudenmayer (* 1998[35]), Koch, mit einem Stern im Guide Michelin ausgezeichnet
- Antonios Papadopoulos (* 10. September 1999 in Stuttgart), Fußballspieler
- Nico Schlotterbeck (* 1. Dezember 1999 in Waiblingen), Fußball-Nationalspieler

### Persönlichkeiten, die hier gewirkt haben
- Johann Jakob Thill (* 22. Dezember 1747 in Stuttgart; † 31. März 1772 in Großheppach), von Friedrich Hölderlin (1770–1843) verehrter Dichter.
- Karl Georg Pfleiderer (* 10. Mai 1899 in Stuttgart; † 8. Oktober 1957 in Bonn), Diplomat und Politiker (FDP/DVP), lebte auf dem Landgut Burg bei Beutelsbach.
- Jürgen Rohwer (* 24. Mai 1924 in Friedrichroda; † 24. Juli 2015 in Weinstadt), Bibliothekar und Militärhistoriker, lebte in Weinstadt.
- Gotthilf Fischer (* 11. Februar 1928 in Deizisau; † 11. Dezember 2020 in Weinstadt), Chorleiter, wohnte in Weinstadt.